# Pedal d'efectes

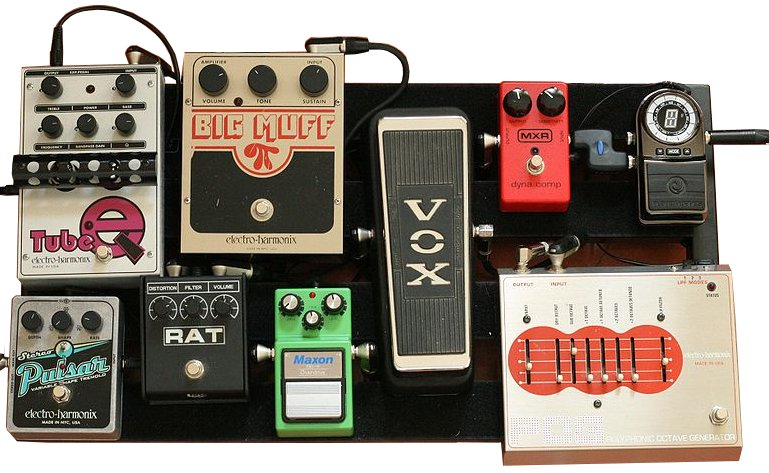
Pedalera amb alguns exemples típics de pedal: Big Muff, POG i RAT

Un pedal d'efectes (o, per simplificació, pedal de distorsió) és un complement per a tocar la guitarra elèctrica i altres instruments endollats. Consisteix en un circuit electrònic que produeix diferents efectes musicals. Sol ser albergat en una petita caixa metàl·lica, usada per músics, normalment guitarristes, encara que de vegades també per músics d'altres instruments de cordes o de teclats electrònics. Aquests dispositius alteren la qualitat del so o timbre musical del senyal d'entrada, afegint diferents efectes al so produït.
Els pedals d'efecte han marcat un abans i un després en la producció de música amb mitjans electrònics. Molts d'ells van lligats a guitarristes històrics com Jimi Hendrix, encarregat de popularitzar el Fuzz Face i el Wah-wah. Stevie Ray Vaughan, reconegut com un gran fan del Tubescreamer o Brian May, famós pel so cridaner que li proporcionava el seu Treble Booster.

## Història
L'alteració del so de la guitarra al gust personal és un efecte que els guitarristes han buscat sempre, i que l'aparició de la guitarra elèctrica i els amplificadors possibilitaren: entre els pioners del rock and roll en modificar el so estan Johnny Burnette's Rock 'n Roll Trio el 1956 i Link Wray el 1958, que saturaven les vàlvules de llurs amplis amb el volum al màxim, un efecte de sobrecàrrega (overdrive) incorporat més tard com a funció específica.
Encara que les unitats d'efectes per a instrument elèctric tenen un parell de precedents en la guitarra Rickenbacker Electro Vibrola Spanish (comercialitzada entre 1938 i 1942), amb un dispositiu incorporat que feia vibrar el pont, i les unitats independents DeArmond Model 600 Volume Pedal i DeArmond Model 601 Tremolo Control (1946, també comercialitzat com a Trem-Trol 60 o 60A), un aparell que feia passar el senyal per un fluid electrolític, popularitzat per Bo Diddley en temes com Diddley Daddy o Pretty Thing, eren uns artefactes delicats i mals de transportar.

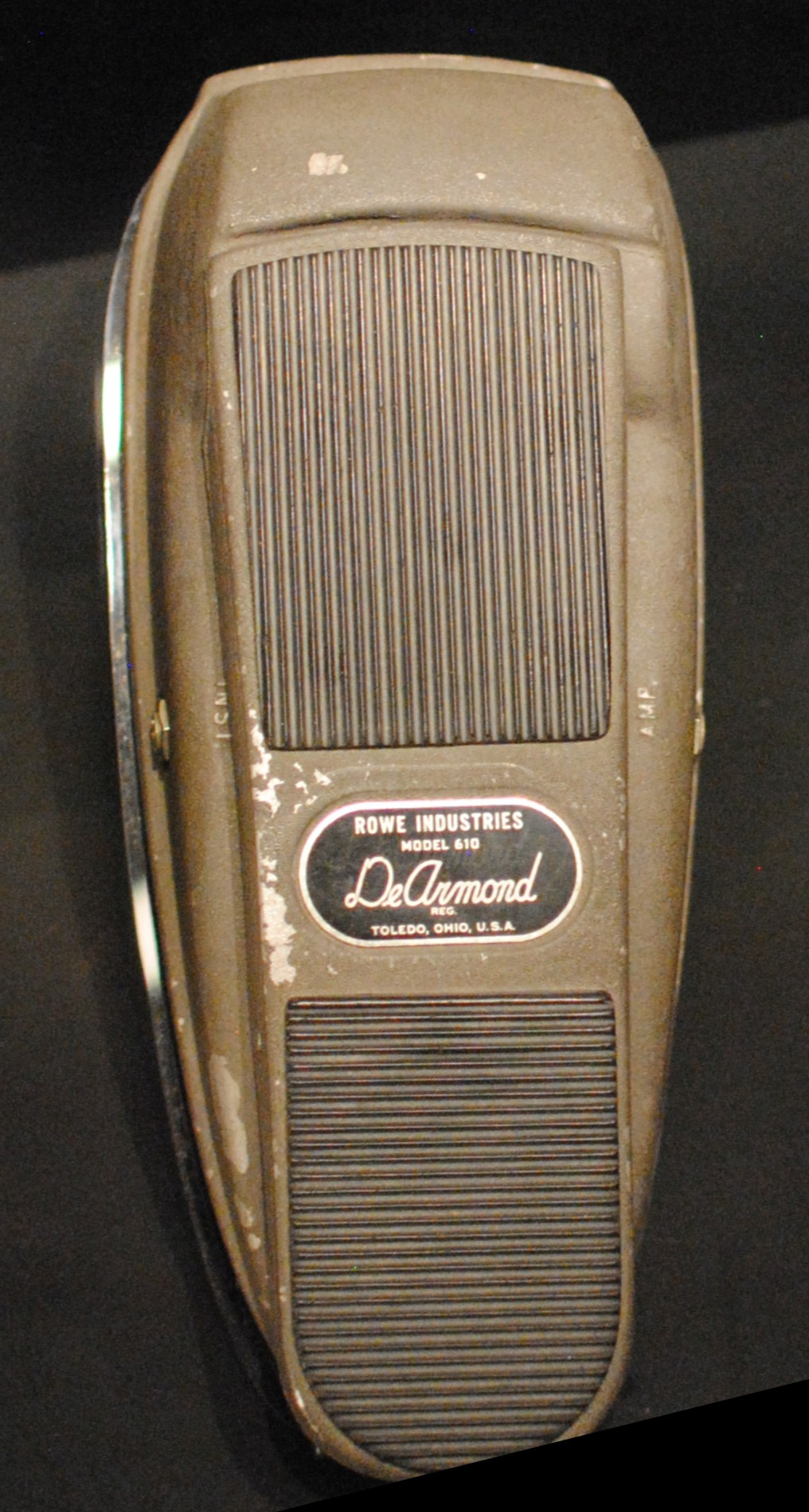
DeArmond 600 Volume
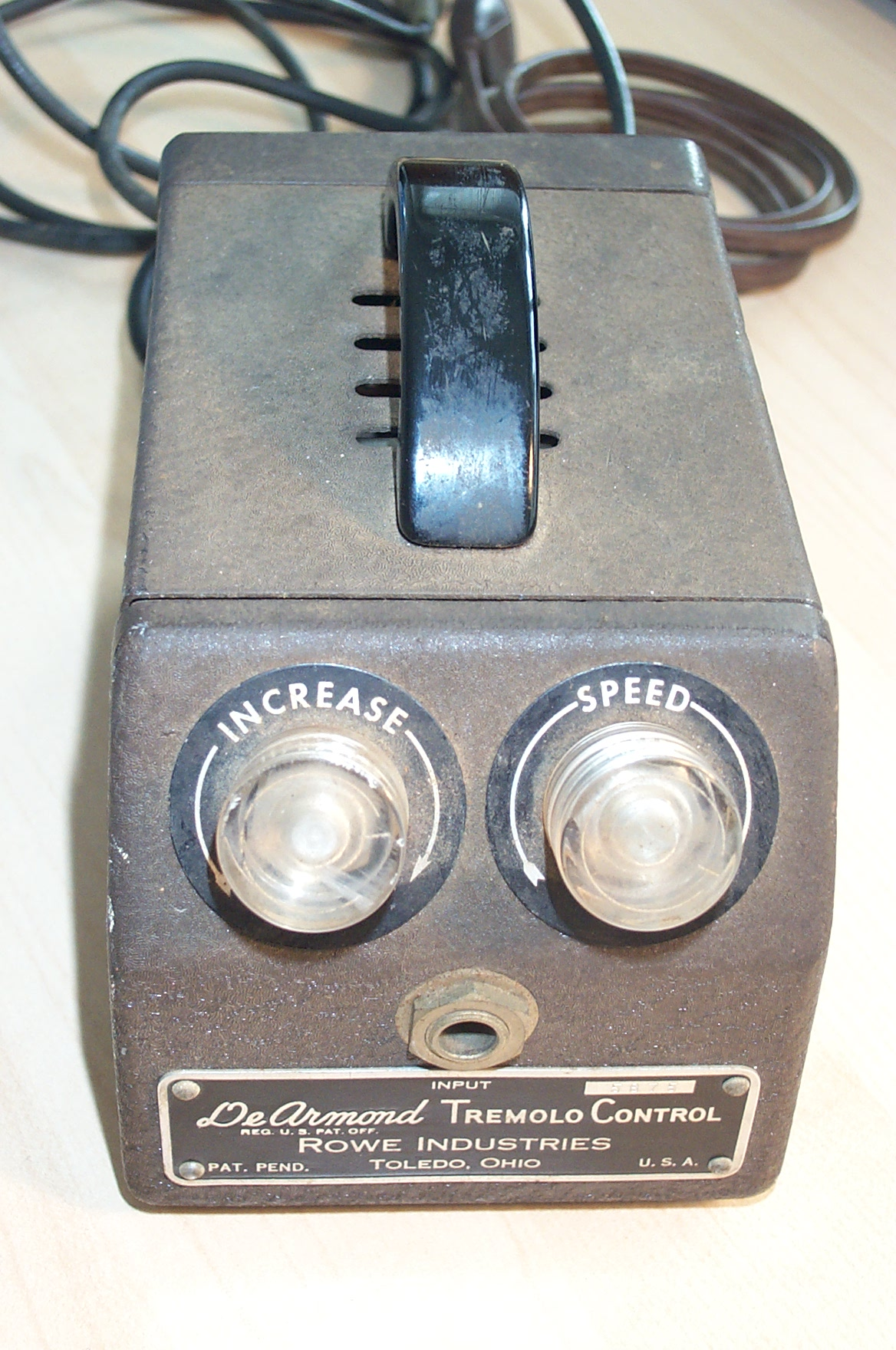
DeArmond 601 Tremolo
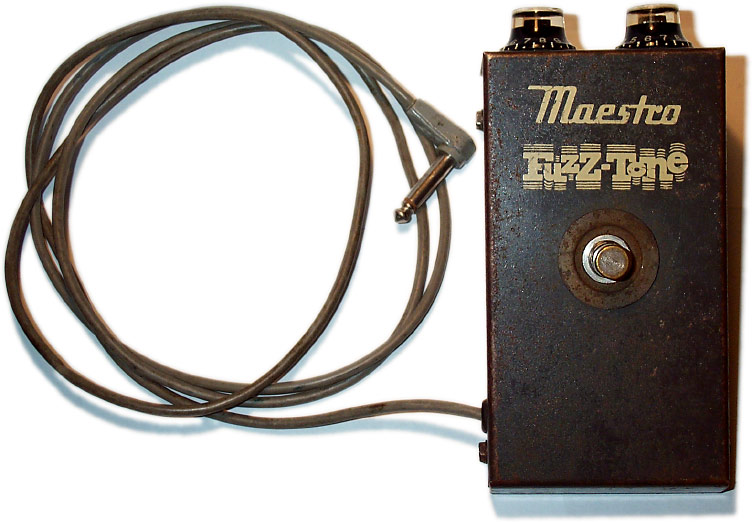
Gibson FZ-1A
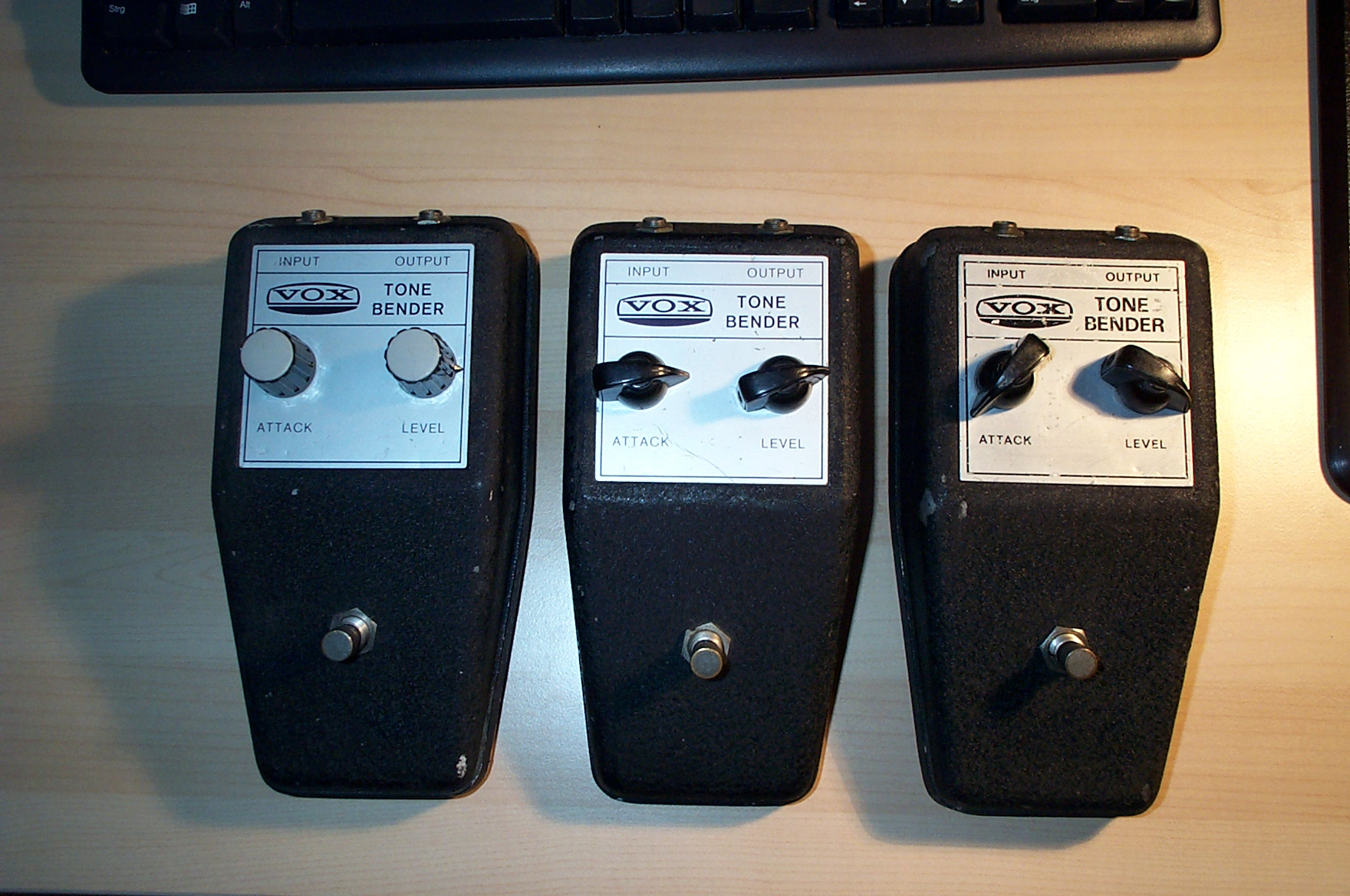
Vox Tone Bender
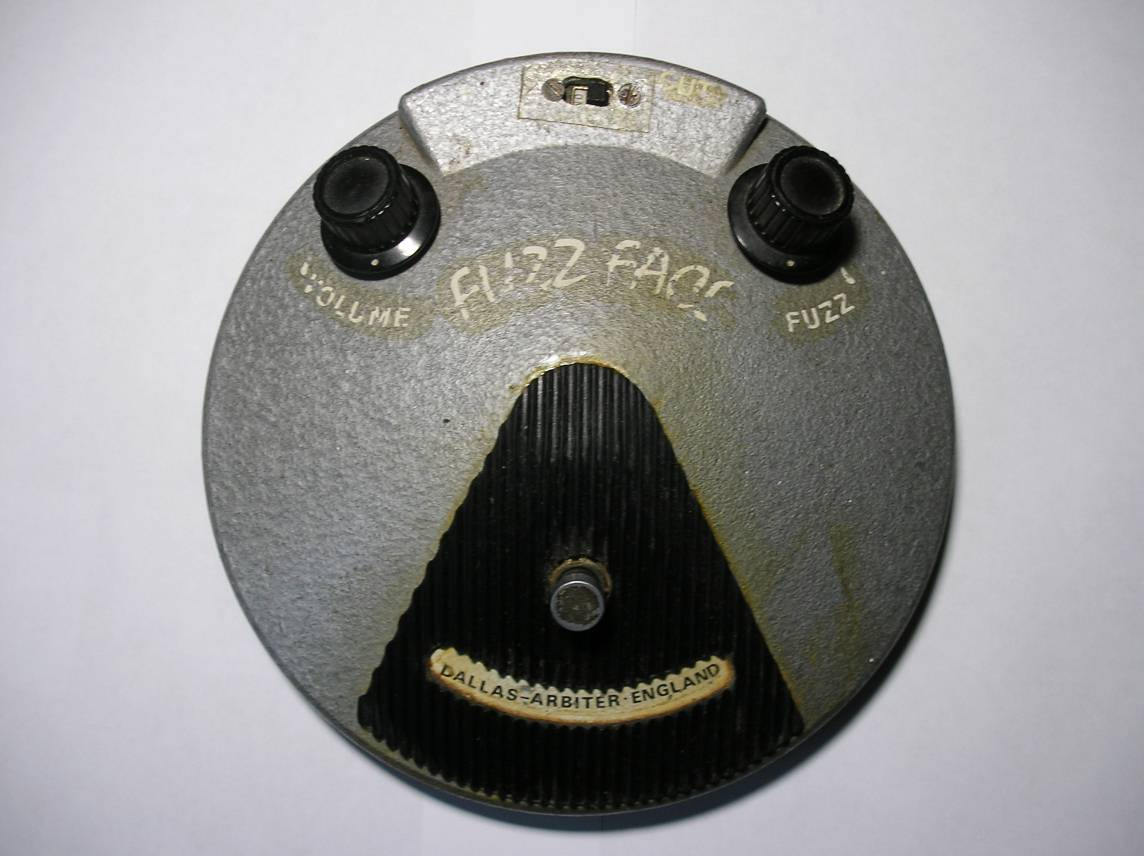
Fuzz Face
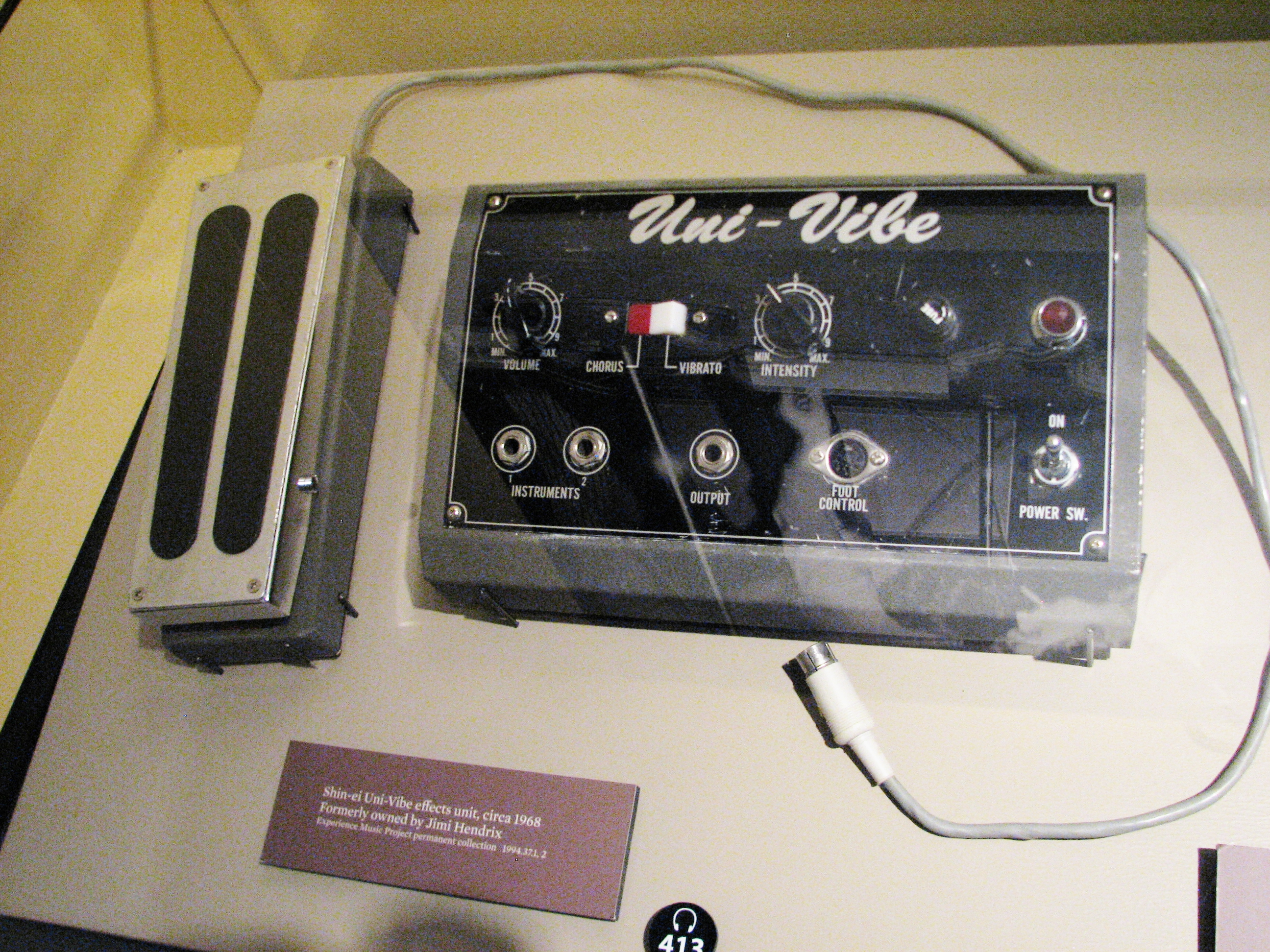
Shin-ei Uni-Vibe

El primer efecte de tipus stompbox fon el Gibson Maestro Fuzz-Tone (1962), dissenyat pel tècnic de so de Nashville Glen Snoddy, que descobrí l'efecte de fuzz l'any 1960 durant una sessió de gravació, vengué la patent a Gibson i se sorprengué gratament quan l'escoltà en la cançó dels Rolling Stones (I Can't Get No) Satisfaction: encara que el guitarriste dels Stones, Keith Richards, «només ha usat pedals un parell de voltes», l'afegit del fuzz a la cançó fon casual, ja que en un principi era una guia que havia de ser substituïda per una secció de vents.
Un altre efecte primerenc fon el Sola Sound Tone Bender, dissenyat per Gary Hurst el 1965 i utilitzat per Jimmy Page abans de fundar Led Zeppelin, amb els quals és audible en peces de llur primer disc com "Dazed and Confused" o "You Shook Me": «Era una cosa fenomenal: un pedal de distorsió capaç de fer que la guitarra sonara prou agressiva.»
Un dels primers a utilitzar l'efecte del wah-wah —se'n comprà un en 1967— fon Frank Zappa, no només amb guitarra, sinó també amb clavinet i saxòfon en el seu tercer disc We're Only in It for the Money; Zappa també usà altres pedals com el Dan Armstrong Green Ringer, dos versions de Mu-Tron, el Big Muff d'EHX o l'Electro Wagnerian Emancipator.
Jimi Hendrix també fon un usuari notable de l'efecte wah, a més d'altres pedals com l'Arbiter Fuzz Face, present en temes del seu primer disc, Are You Experienced, com "Love or Confusion" o "I Don't Live Today";
o el primer pedal d'octavació analògica, l'Octavia, dissenyat l'any 1967 per Roger Mayer, capaç d'augmentar el so en una octava.
Un altre efecte clàssic és el Vibra Chorus, dissenyat per l'enginyer japonés Fumio Mieda a mitjan dècada del 1960 per a imitar el so de les estacions de ràdio: el model original, comercialitzat el 1968 per l'empresa Honey, va ser rebatejat un any més tard com a Uni-Vibe i importat a l'Amèrica del Nord amb la diferència que substituïa el selector de velocitat per un fusible i afegia una entrada per a un pedal d'activació que la primera versió no tenia; Lafayette Radio Electronics en comercialitzà entre 1969 (com a Roto-Vibe) i 1975 (com a Shiftee Uni-Vibe, ja manufacturats per Univox), abans que Dunlop comprara els drets. Hendrix i Gilmour son els dos usuaris més destacats de les versions originals.

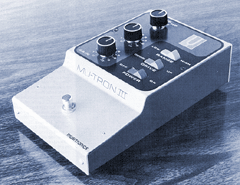
Musitronics Mu-Tron III

El wah es popularitzà com un element indispensable del soul electrificat i el funk amb artistes com Curtis Mayfield, el qual no obstant usava un auto-wah, al contrari que el seu gutiarriste habitual, Craig McMullen;
un altre so característic del funk de la dècada de 1970 és el Mu-Tron III, dissenyat el 1972 per Mike Beigel i utilitzat per Stevie Wonder en el teclat de Higher Ground o, sobretot, pel baixiste de Funkadelic Bootsy Collins, combinat sovint amb la distorsió d'un Big Muff o un Morley Fuzz Wah.
Quant a pedals que imiten o emulen sons d'altres instruments, Eddie Van Halen usà un Phase 90 d'MXR per a reproduir l'efecte d'un altaveu Leslie rotari, junt amb altres pedals com l'Echoplex EP-3 i el Flanger d'MXR per a obtindre el seu so de guitarra particular.
En la dècada del 1980, pedals d'Electro Harmonix com l'Electric Mistress o el Memory Man foren cabdals per al so de guitarristes com Andy Summers en The Police o The Edge en U2;
d'altres, com el bluesman Stevie Ray Vaughan, aconseguien el to desitjat per mig d'un Ibanez TS808 o més aïna el TS9, més ric en aguts.

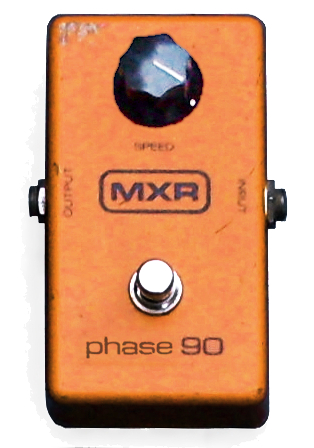
MXR Phase 90
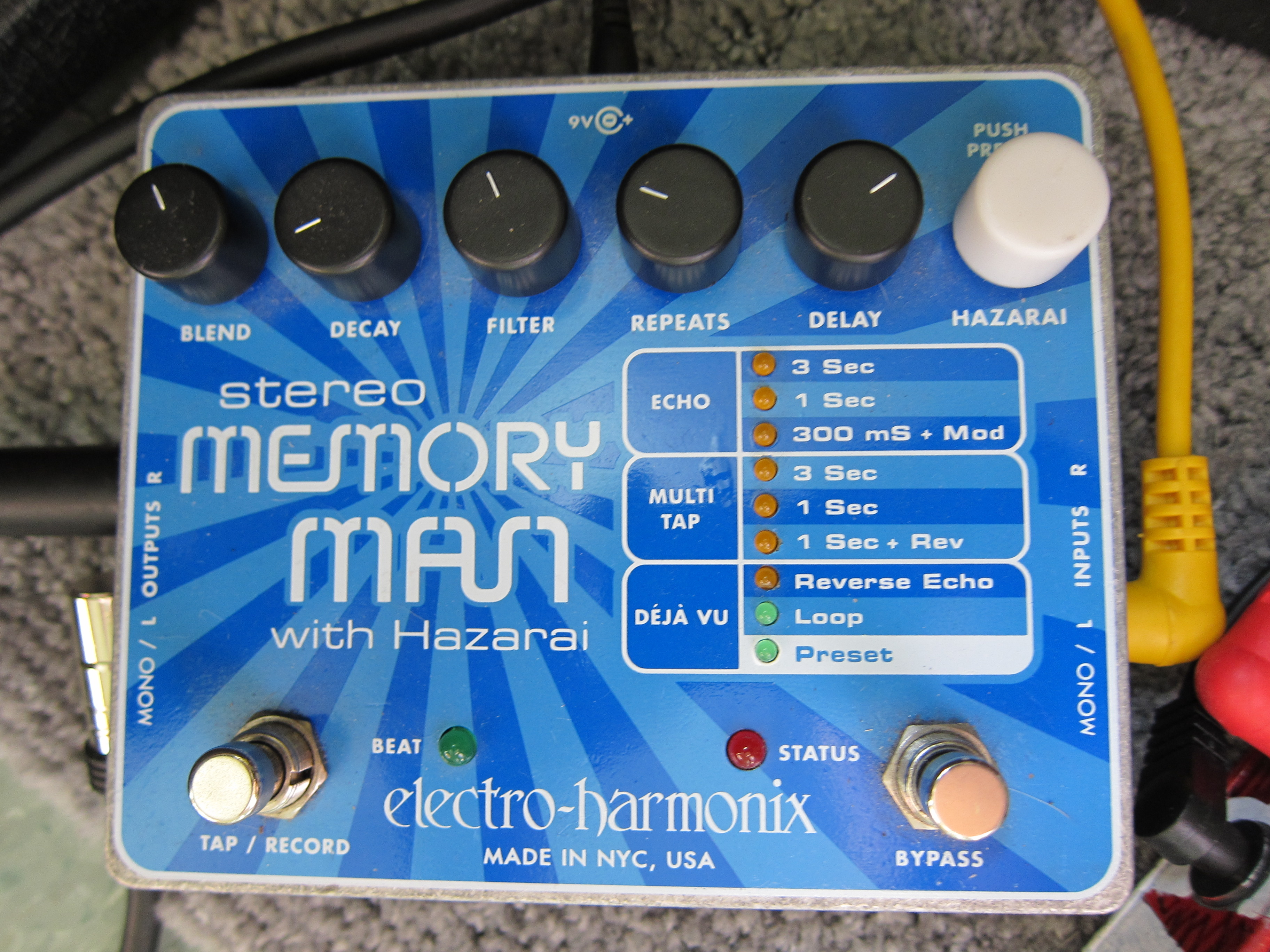
EHX Memory Man w/H
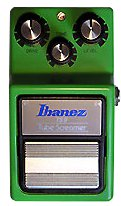
Ibanez Tube Screamer
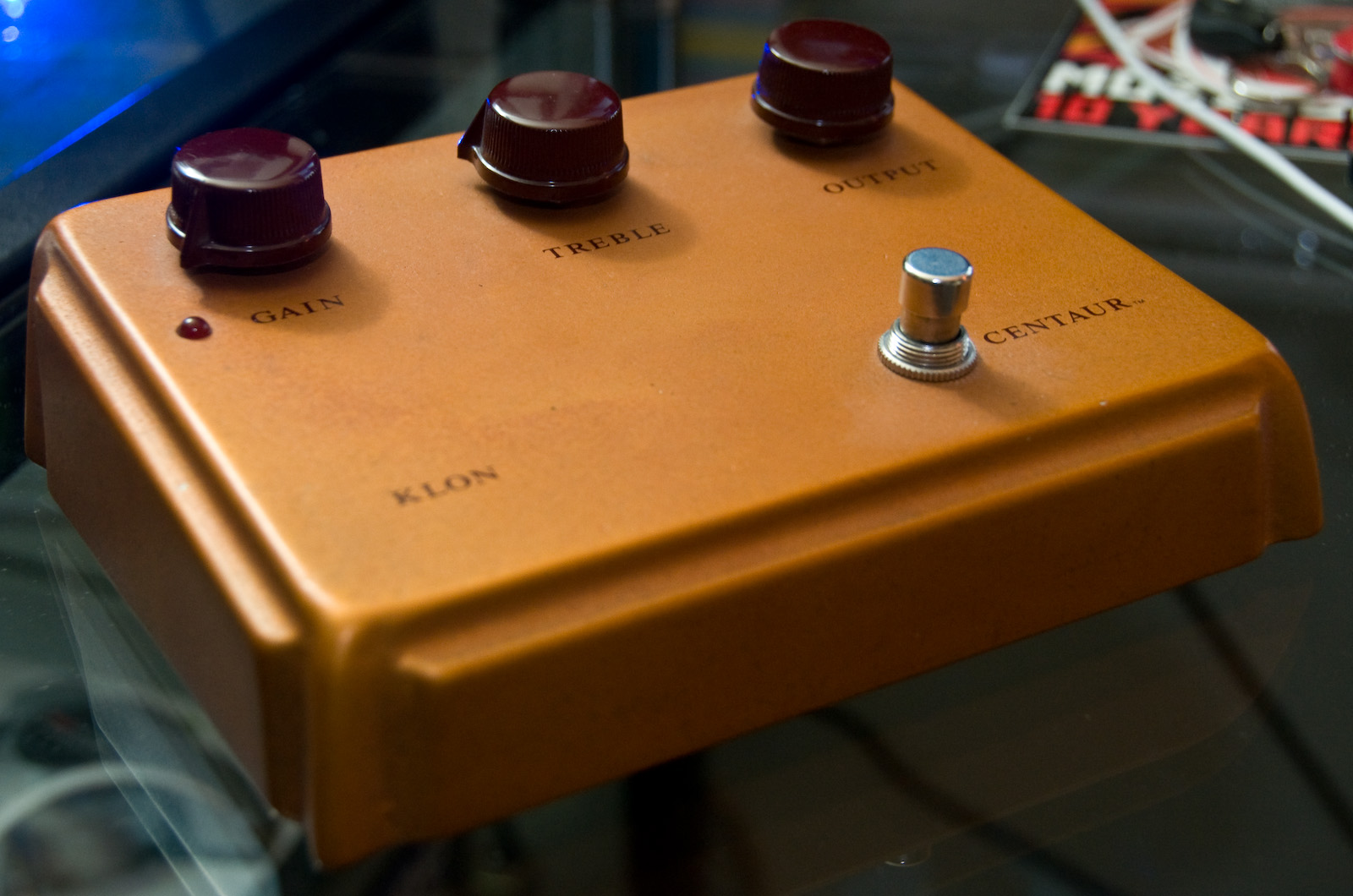
Klon Centaur

El 1989 Uli Behringer fundà l'empresa homònima, la qual anys després esdevingué un conglomerat d'empreses rebatejat The Music Group, amb seu a la Xina, que comercialitza diversos models clonats d'altres pedals, sobretot dels Boss.
El 1991 Boss comercialitzà el Metal Zone, un dels més venuts de la marca per la seua popularitat entre aprenents i motiu de bromes internes entre guitarristes més experimentats: el 2020, enmig de la pandèmia de COVID-19, a Itàlia circulà per les xàrcies socials un diagrama del circuit d'aqueix pedal en el qual se l'identificava com un xip 5G inclòs en el vaccí contra el COVID-19.
El 1992, el guitarriste de Rage Against the Machine utilitzà un Whammy de Digitech en cançons com Killing in the Name of i Know your Enemy per a imitar el so d'scratch dels discjòqueis.
Un dels pedals més rars i sol·licitats és el Klon Centaur, dissenyat per Bill Finnegan: Finnegan volia replicar la riquea harmònica d'un amplificador Twin Reverb sense haver d'utilitzar-lo al màxim de volum, i després de provar-ho amb sengles pedals Ibanez TS-9 i TS-808, dissenyà el Centaur junt amb l'enginyer electrònic Fred Fenning fins que el comercialitzaren l'any 1994. Després de la mort de Fenning en un accident d'avió, Finnegan s'encarregà de fabricar-los personalment per encàrrec a un preu ajustat de 329 dòlars: al llarg de quinze anys en fabricà unes huit mil unitats. El 2008 començà a treballar amb un altre ajudant, John Perotti, en un nou model, el KTR, al qual afegí un selector per a triar entre un ponteig real (true bypass) o, com l'original, per circuit (buffered bypass).

## Classificació
Els pedals d'efecte poden rebre tres classificacions generals:
Distorsió
L'efecte no varia en funció del temps, és constant. Consisteix a enriquir els harmònics de l'instrument i distorsionar la seva ona, això també implica una modificació de la seva envolvent (o ADSR). Aquest efecte es tradueix en un so brut, que segons la seva magnitud rep el nom de Overdrive, Distorsió o Fuzz. Generalment, té controls de volum, guany de distorsió i to. Vegeu la imatge "oscil·lograma"
Modulació
Aquests efectes provoquen variacions en funció del temps, de manera periòdica. N'hi ha de molts tipus, n'hi ha que filtren harmònics periòdicament (per exemple el Phaser), d'altres que afegeixen harmònics i els fan variar d'aguts a greus (com el Chorus) i un llarg etc. Solen tenir controls de període de modulació, intensitat d'aquesta i mix entre senyal modulat i original. Vegeu les imatges "Espectre acord de guitarra" i "Espectre efecte Phaser" per corroborar el filtrat d'harmònics d'aquest efecte.

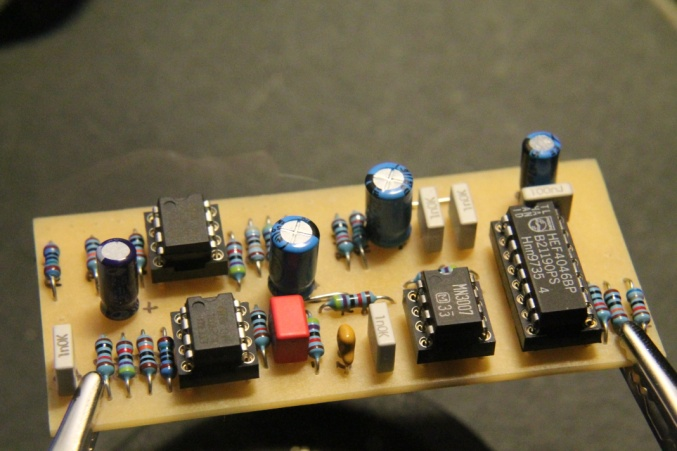
Circuit imprès d'un efecte chorus
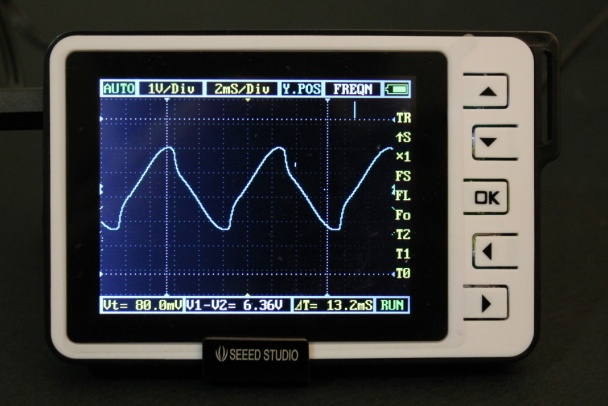
Oscil·lograma d'un to pur a través d'un pedal
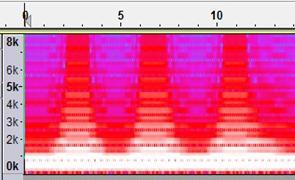
Espectrograma en funció del temps
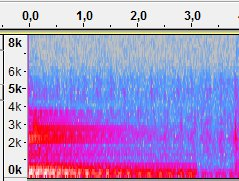
Espectrograma d'un acord
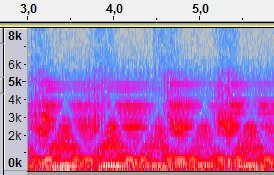
efecte Phaser

Repetició
Aquests últims tenen una feina més senzilla. S'encarreguen de copiar un senyal i repetir-lo per emular l'efecte eco d'unes muntanyes o el reverberant d'una església. Segons el temps que retarden poden ser reverberacions o delays. Un exemple és el Roland Space Echo, un dels primers delays fabricats. Aquest repetia el senyal de l'instrument gravant-lo en una cinta magnètica i reproduint-lo reiterades vegades. Normalment tenen controls de quantitat de repeticions, temps de repetició i mix entre repeticions i senyal net.

## Terminologia
| A.   | marca       | pedal                       | model    | detalls                    | usuaris                            |
| ---- | ----------- | --------------------------- | -------- | -------------------------- | ---------------------------------- |
| 1966 | Arbiter     | Fuzz Face                   |          | fuzz                       | Jimi Hendrix                       |
| 1967 | Roger Mayer | Octavia                     |          | octavador                  | Jimi Hendrix                       |
| 1989 | DigiTech    | Whammy                      | WH-1     | octavador                  | Morello, White                     |
| 1965 | Sola        | Tone Bender                 | MK II    | sustain                    | Jimmy Page                         |
| 1962 | Gibson      | Maestro Fuzztone            | FZ-1A    | fuzz                       | Keith Richards                     |
|      | Vox         | King                        | TDK 5103 | wah                        | McMullen                           |
| 1970 | EHX         | Big Muff Π                  |          | fuzz                       | Corgan, Gilmour, White             |
| 1972 | Musitronics | Mu-Tron                     | III      | filtre d'embolcall         | Bootsy, Wonder                     |
| 1972 | MXR         | Phase 90                    |          | simulació d'un Leslie      | Eddie Van Halen                    |
|      | Mooer       | Ninety Orange               |          | phaser anàlog              |                                    |
|      | EHX         | Electric Mistress           |          | flanger i filtre matriu    | Andy Summers                       |
| 1978 | Boss        | Distortion                  | DS-1     | distorsió                  | Kurt Cobain                        |
|      | Behringer   | Super Fuzz                  | SF300    | distorsió                  |                                    |
|      | Behringer   | Distortion Modeler          | DM100    | distorsió                  |                                    |
| 1978 | Pro Co      | The Rat                     | RAT      | distorsió                  | Cobain, Grohl, Hammett, Alex James |
| 1991 | Boss        | Metal Zone                  | MT-2     | distorsió amb equalització | [ 24 ]                             |
| 2002 | Boss        | Digital Reverb              | RV-5     | sis models de reverberació | J Mascis                           |
|      | EHX         | Small Clone                 |          | chorus                     | Kurt Cobain                        |
| 1982 | Ibanez      | Tube Screamer               | TS-9     | overdrive                  | Mayer, SRV                         |
|      | Ibanez      | Tube Screamer               | TS-10    | overdrive                  | Mayer                              |
|      | Ibanez      | Tube Screamer               | TS-808   | overdrive                  | Mayer, SRV                         |
| 1991 | Marshall    | Blues Breaker               |          | overdrive                  | Mayer                              |
| 1994 | Klon        | Centaur                     |          | overdrive                  | J. Beck, Mayer                     |
| 2014 | Klon        | KTR                         |          | overdrive                  | [ 19 ]                             |
|      | Pearl       | Octaver                     | OC-07    | octavador                  | [ 27 ]                             |
|      | EHX         | Memory Man Deluxe           |          | eco, chorus i vibrato      | The Edge                           |
| 2005 | EHX         | Polyphonic Octave Generator | POG      | octavador polifònic        | White                              |
|      | Maestro     | Echoplex                    | EP-3     |                            | Summers                            |
| 1977 | DOD         | 440/Envelope Filter         | 440      | filtre d'embolcall         | Johnny Greenwood                   |
| A.   | Marca       | Pedal                       | Model    | Detalls                    | Usuaris                            |

auto-wah
A diferència dels pedals wah-wah, que fan oscil·lar el so amb el moviment del peu, els auto-wah ho fan de manera semiautomàtica segons la programació del músic, per la qual cosa solen ser del tipus stomp box amb un activador i dials per a les diferents variables a controlar; alguns models comercialitzats són el Boss AW-3, Keely Kneut, Mp Snow White i el Singing Autowah d'Xvive.

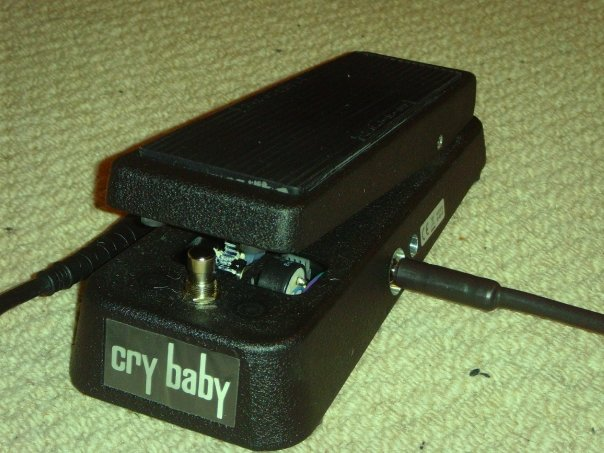
Cry Baby
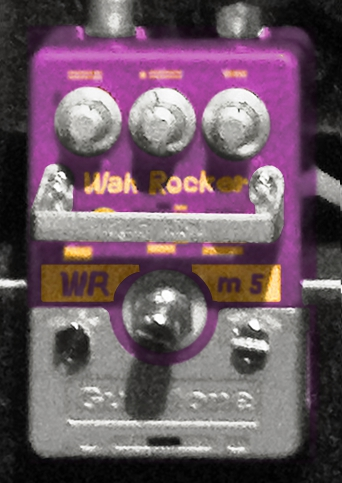
Guyatone Wah Rocker
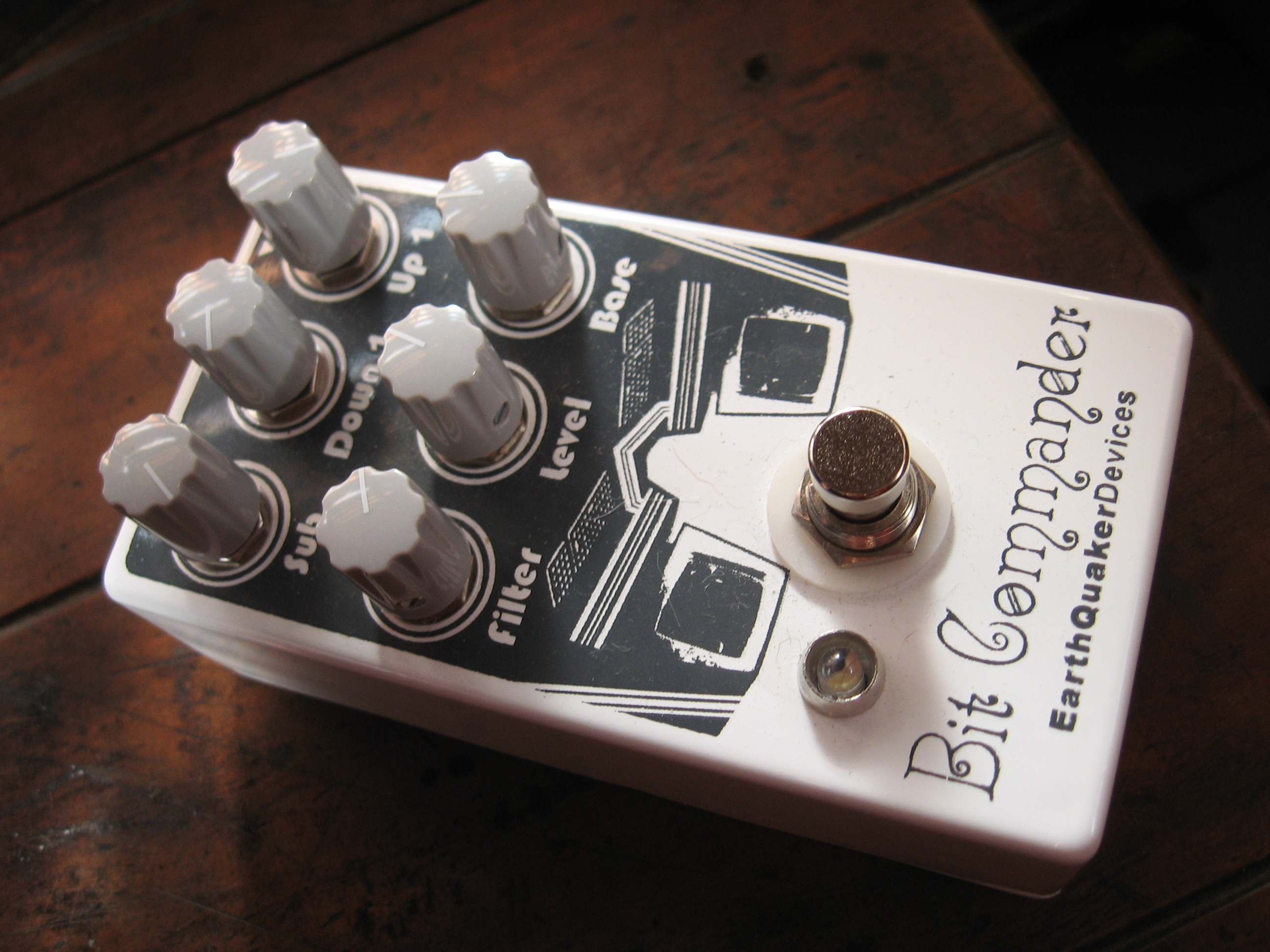
Bit Commander

bitcrusher
Mentre quasi tots els pedals digitals oferixen alta fidelitat de so, els «esclafabits» fan el contrari: quantitzar l'ona de l'instrument i baixar-ne la resolució, sovint a imitació del so dels videojocs de 8 bits. El nom d'alguns d'estos pedals fan referència a eixe àmbit, com Arcadiator, Bit Commander, Bit Crusher, Bitmap, Bit Quest! o Mario.
booster
Com el seu nom indica, augmenta el senyal sense distorsionar el so, per la qual cosa sol utilitzar-se per a ressaltar solos de guitarra o igualar els volums de dos instruments diferents. Alguns exemples: EP Booster d'Xotic Audio, LT Boost (Blackstar), Micro Amp (MXR), Super Chili Picoso o el Wampler DB+.
cab sim
Abreviació de cab simulator, este tipus de pedals reproduîxen el so d'un o de diferents amplificadors coneguts, amb la qual cosa poden suplir el seu ús; per la seua idiosincràsia, regularment haurien d'anar al final de la cadena d'efectes i, presumiblement, connectats directament a la taula de so. Alguns exemples de simuladors multiples són la sèrie Cab Clone de Mesa Boogie, el CabDryVR de Digitech, el Hotone Cab, l'Iridium d'Strymon, el Radar de Mooer o la sèrie Torpedo C.A.B. de Two Notes.

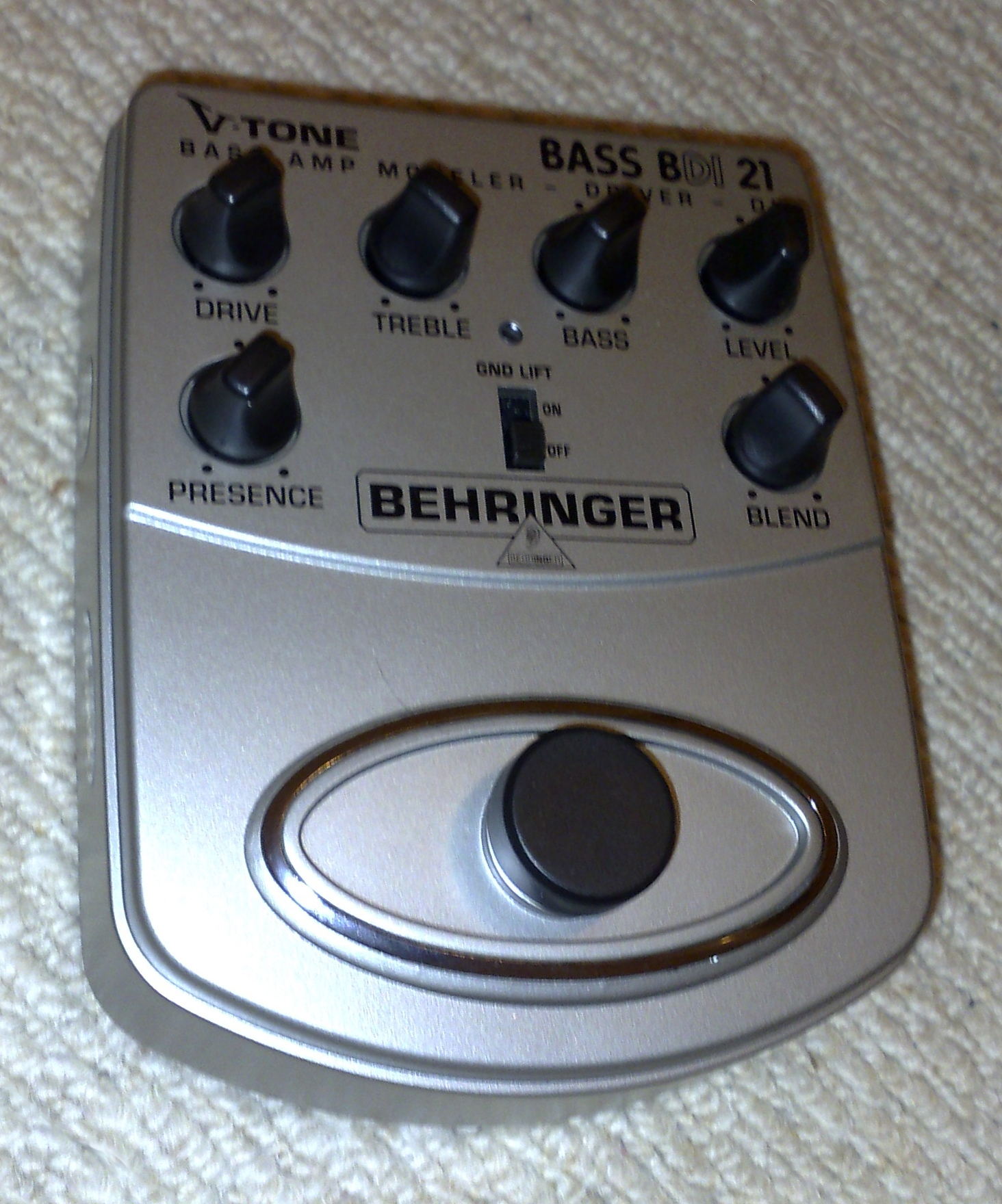
Behringer V-Tone
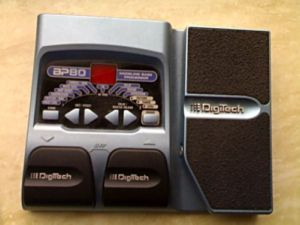
Digitech BP80
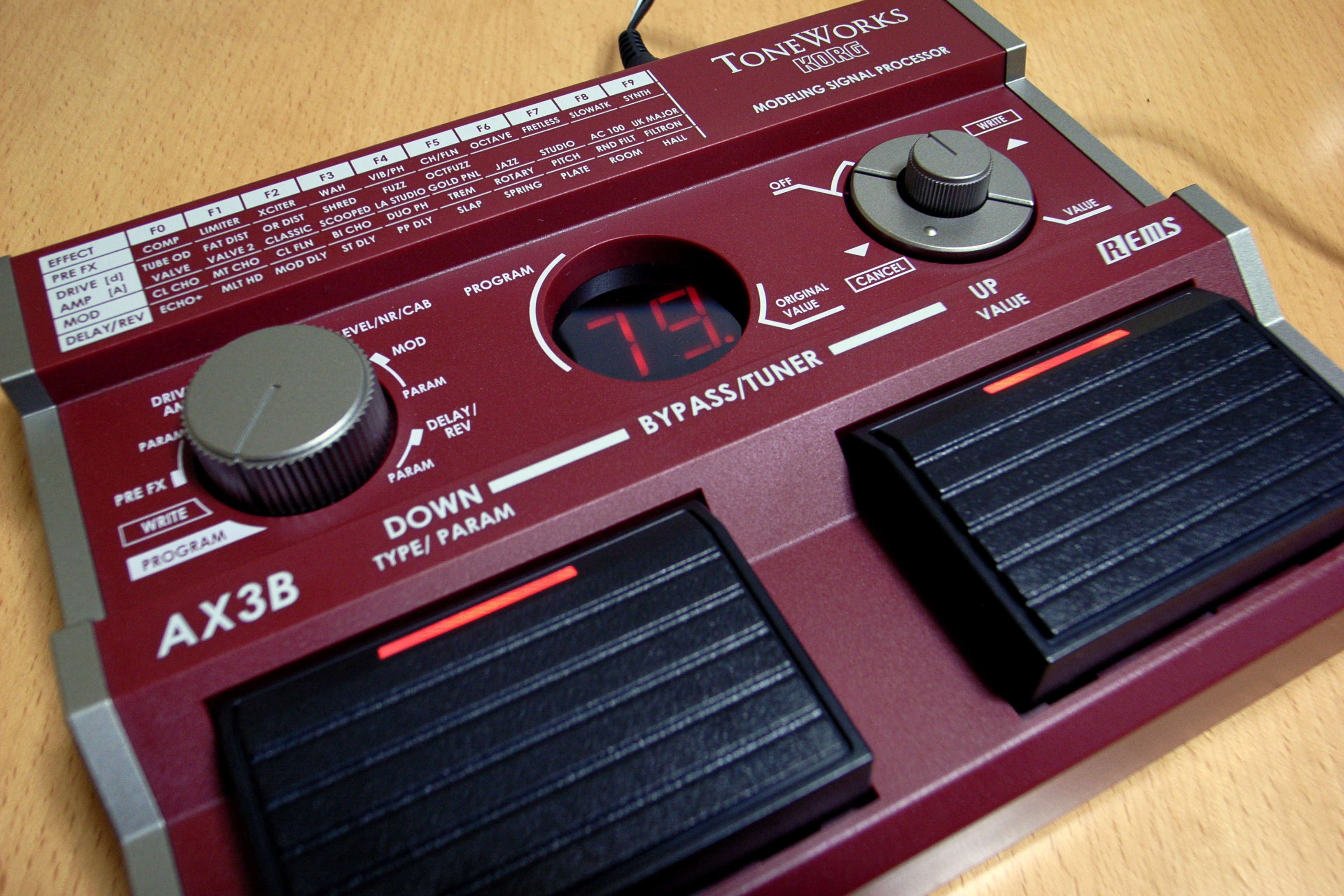
Korg AX3B
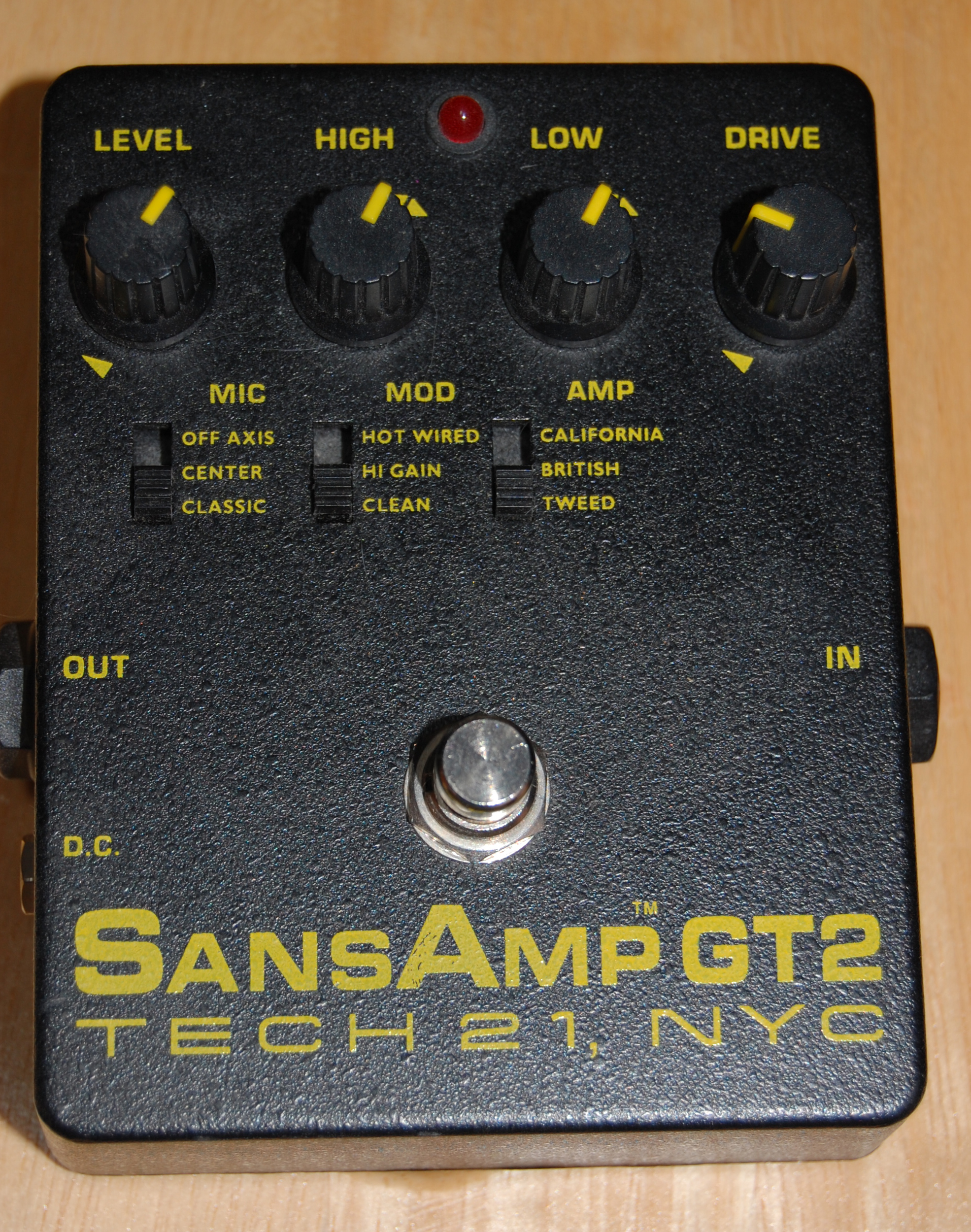
Tech 21 SansAmp
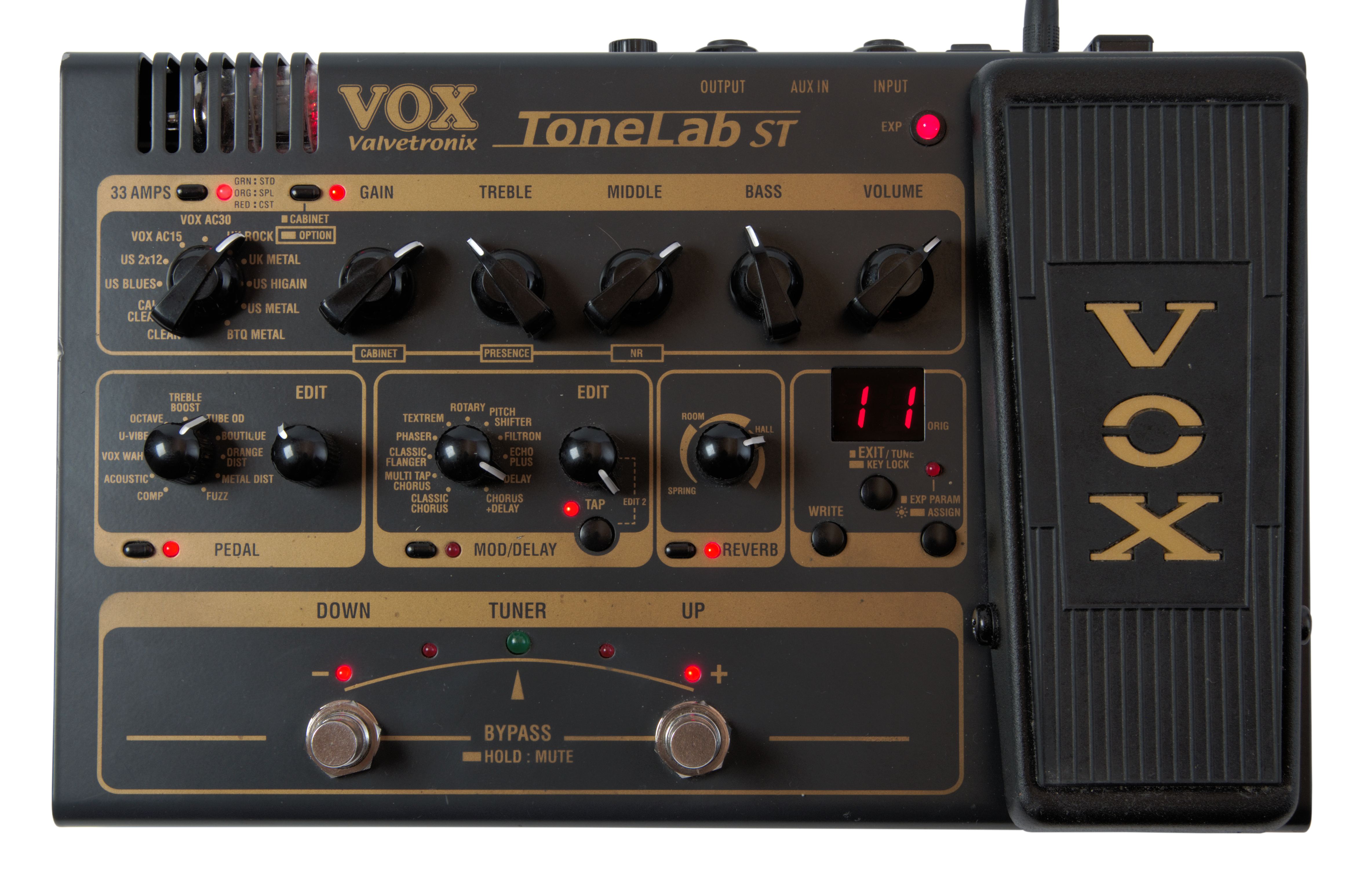
Vox ToneLab ST

chorus
L'efecte de «cor» sovint és anomenat «so huitanter» pel seu ús general durant la dècada de 1980: estos pedals dupliquen el senyal de l'instrument i, al so «eixut» (dry), li afigen un so «mullat» (wet) consistent en alteracions de temps, afinació i vibrato, com si fóra un cor (música) tractant de fer la mateixa nota. El pedal de chorus per antonomàsia és el Chorus Ensemble de Boss (1976), reeditat d'ençà amb diferents afegits; el Catalina de Seymour Duncan, els Clone d'Electro Harmonix, el Julia de Walrus o el Nautila de Digitech.

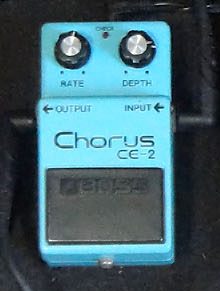
Boss CE-2
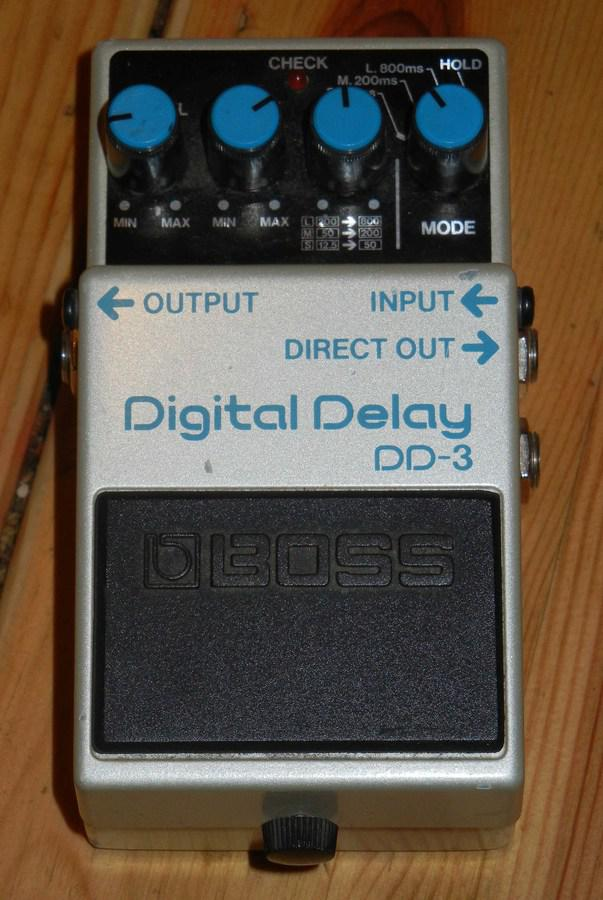
Boss Digital Delay
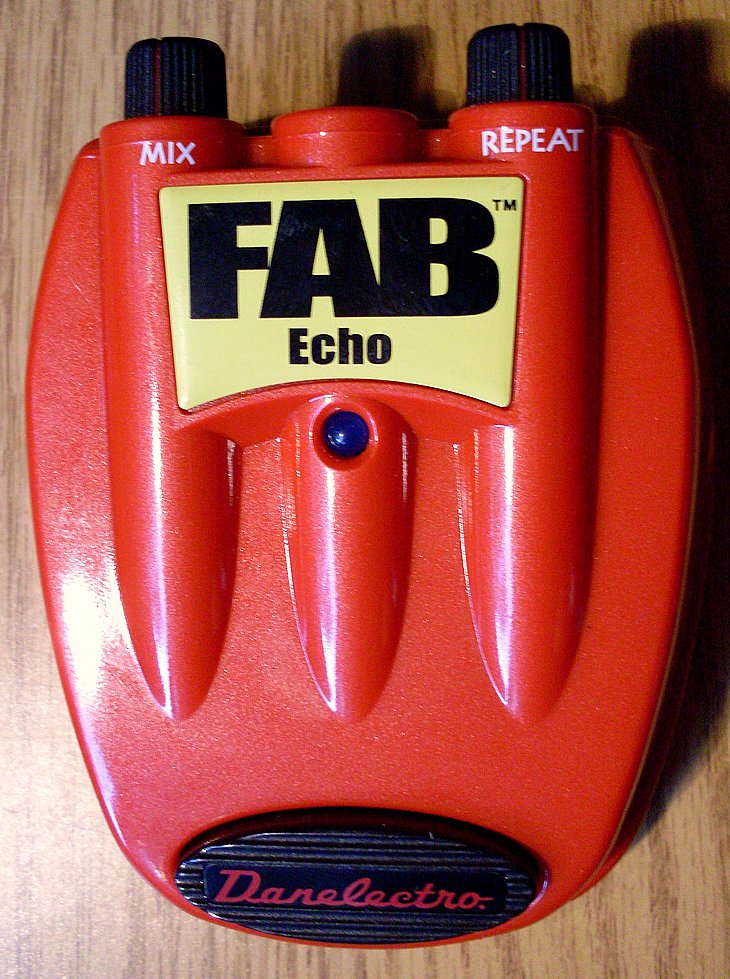
Danelectro FAB Echo
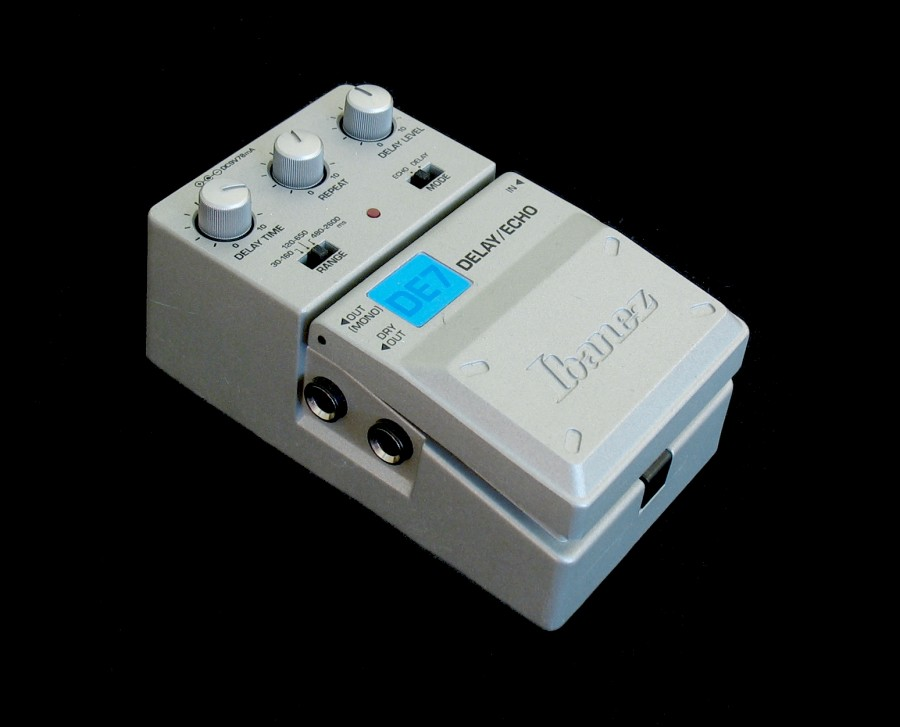
Ibanez DE7

delay
Este tipus d'efecte repetix el so dins duns paràmetres control·lables, com si fóra l'eco; n'hi han mono, estéreo, analògics i també digitals, que afigen altres efectes al ressò, com alteració del to, reproducció inversa o simulació analògica: alguns, com el Boss DD-500, el Canyon d'Electro Harmonix, el Carbon Copy (MXR), el Flashback II de TC Electronic o l'Strymon TimeLine.
distortion
Encara que altres efectes com el fuzz i l'overdrive (i pràcticament qualsevol alteració del so natural) també entren en la categoria genèrica de distorsió, els fabricants de pedals solen diferenciar-los segons el grau de tall de l'ona de so i apliquen el nom de distortion a un terme mig entre els altres dos, en el qual el senyal talla més que en overdrive però reté més articulació que el fuzz: com generen molt més de guany que la primera, se solen utilitzar sobre el senyal net. Exemples: el Super Badass Distortion d'MXR.

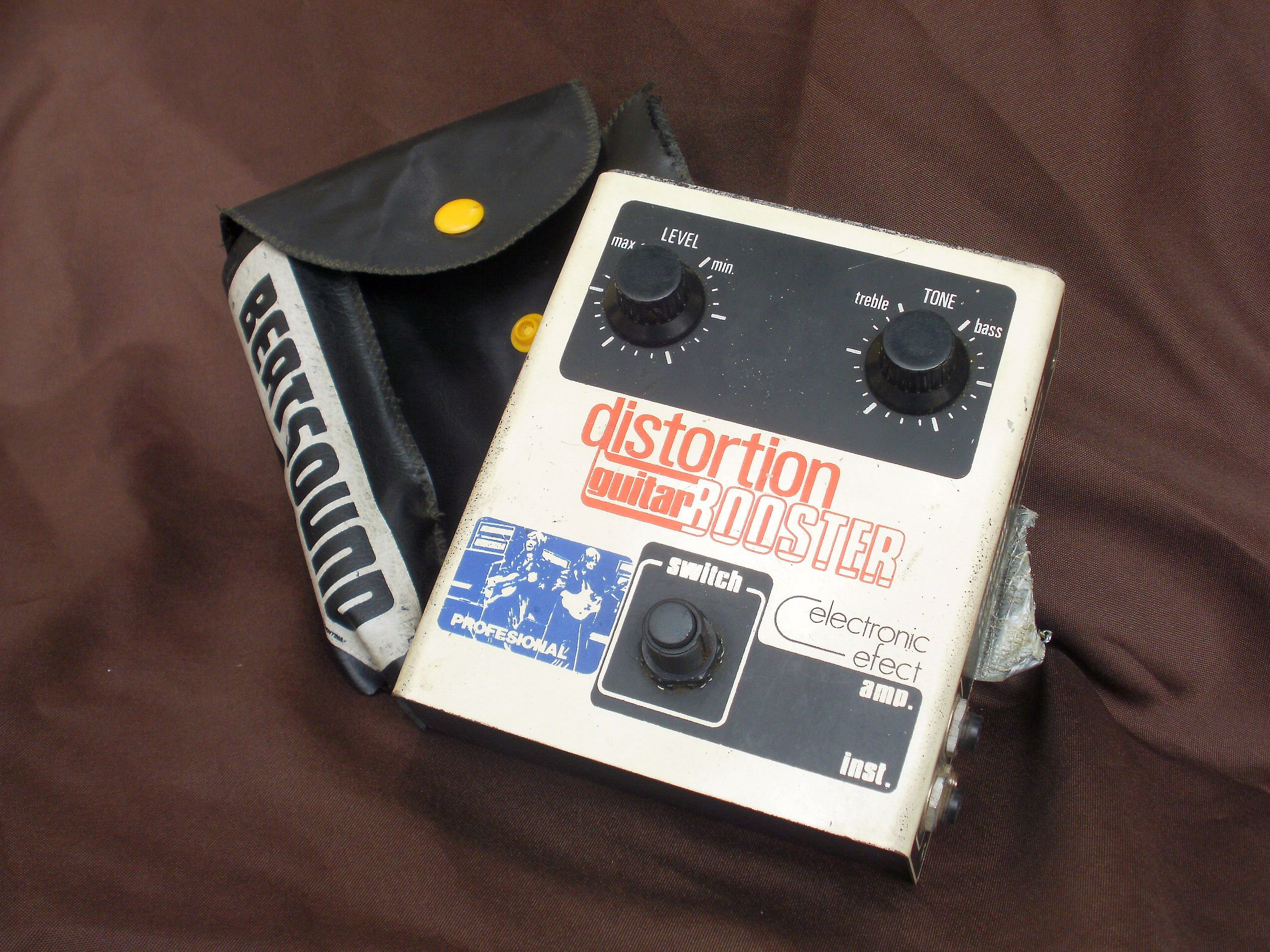
Beatsound Distortion
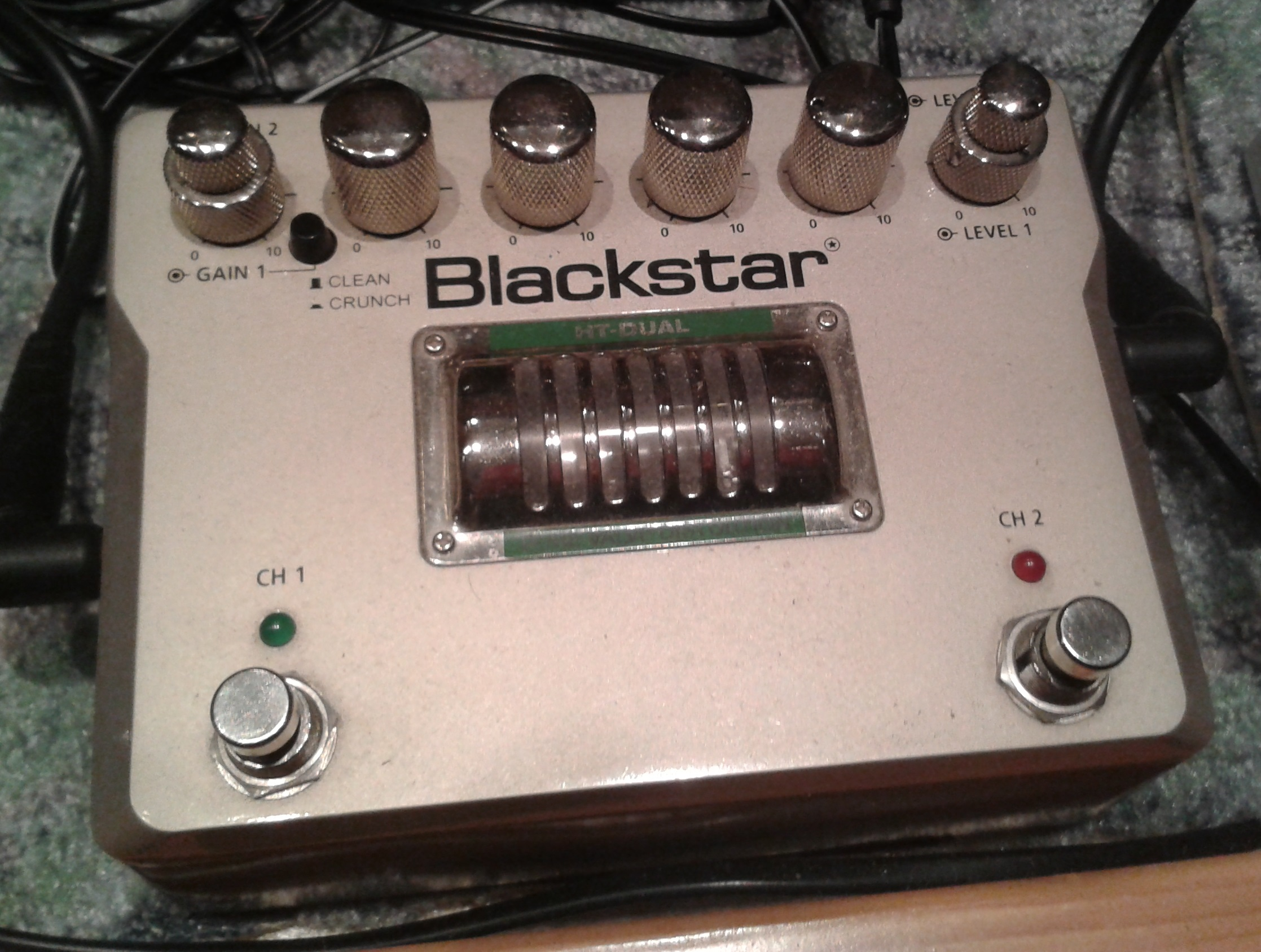
Blackstar HT Dual
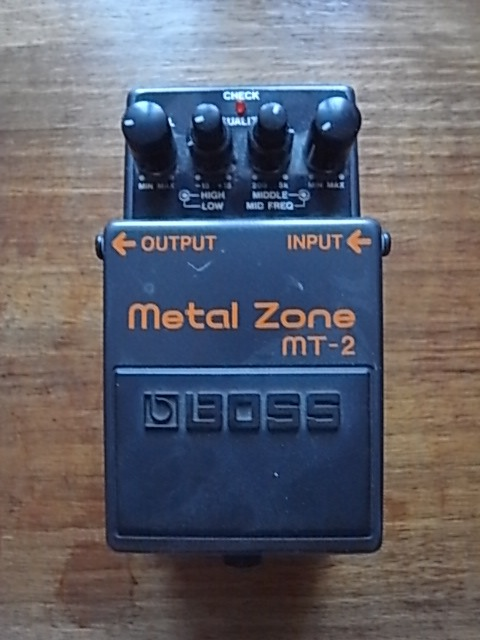
Boss Metal Zone
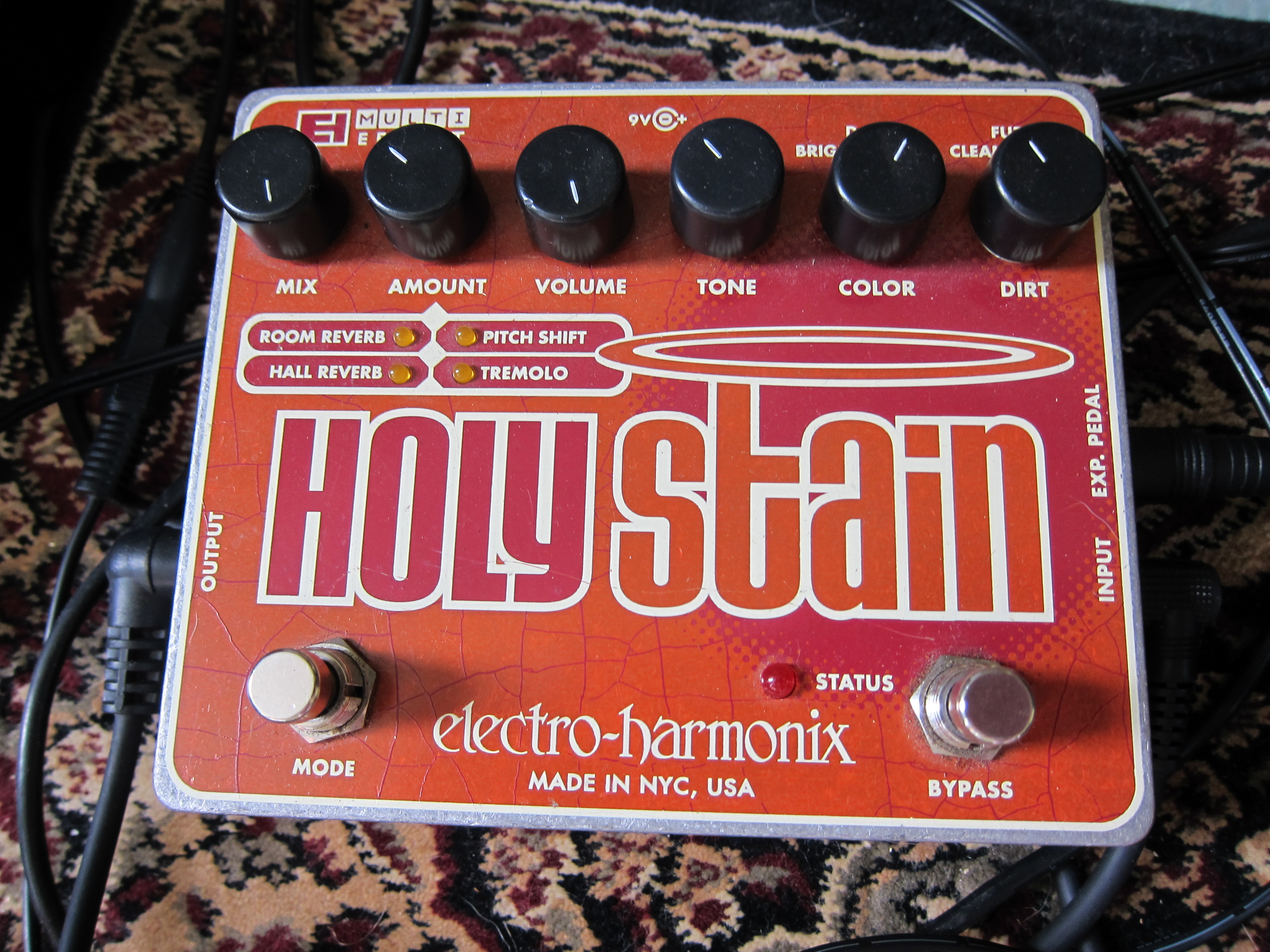
EHX Holy Stain
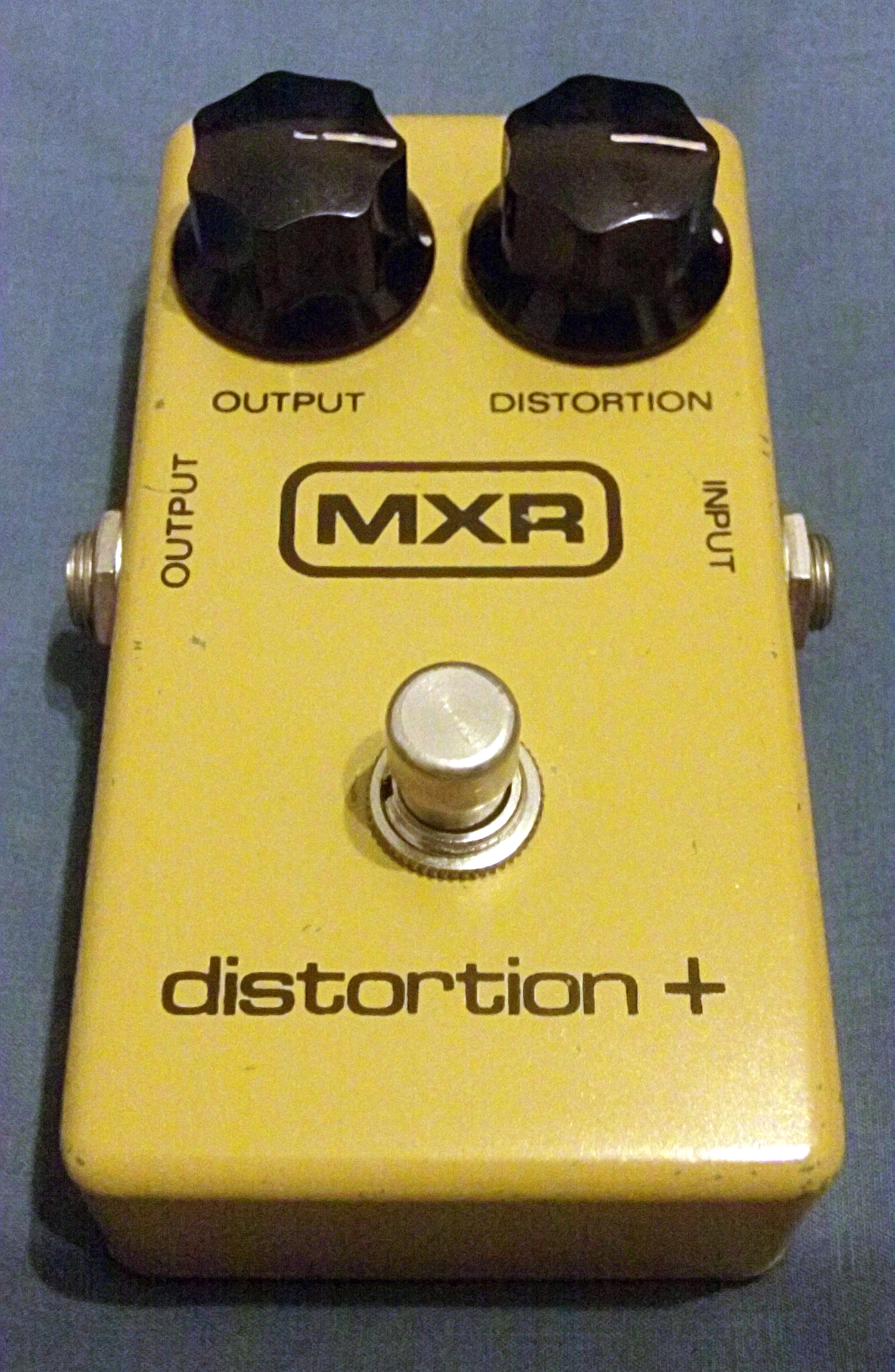
MXR Distortion +
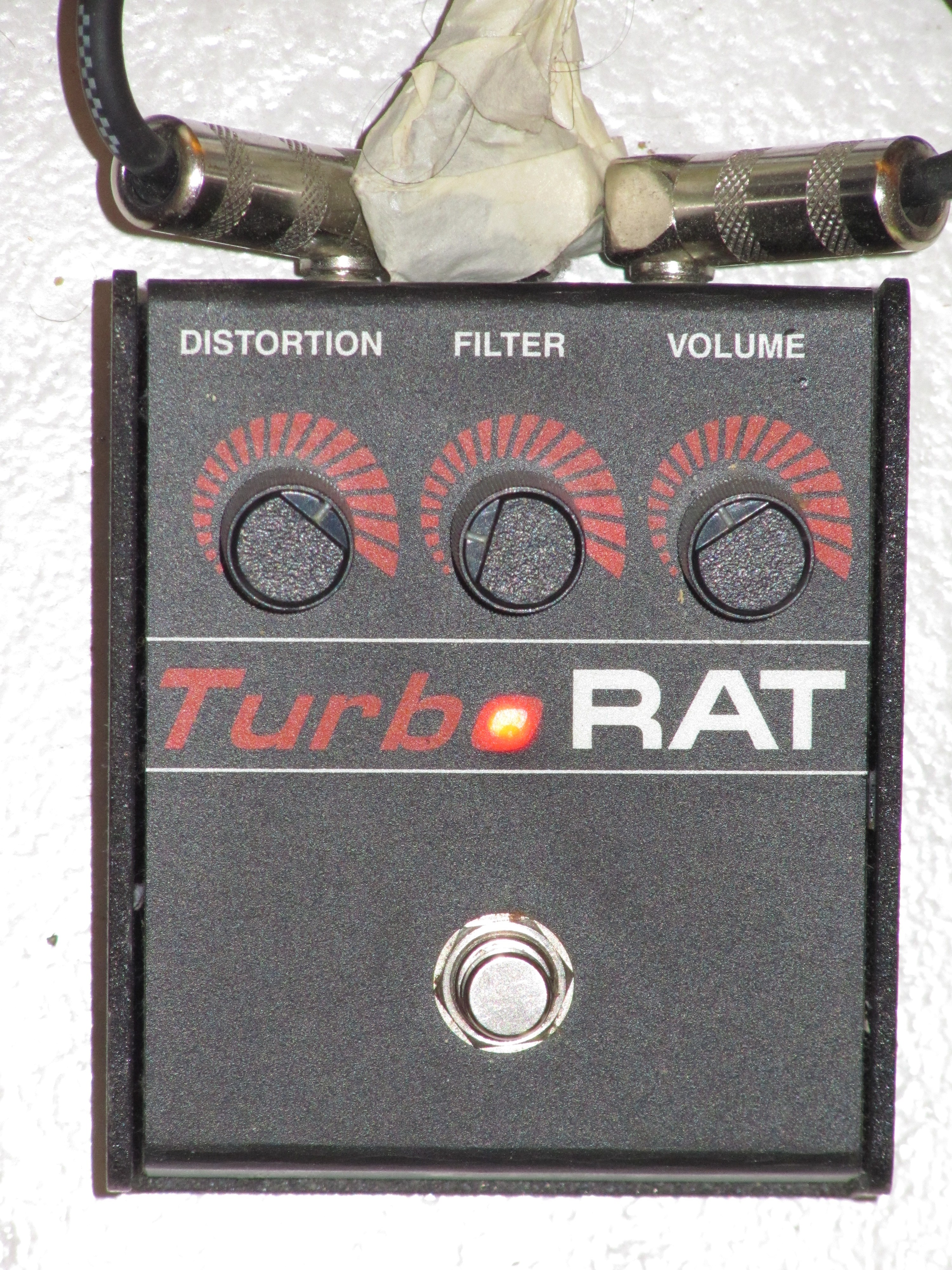
Turbo Rat

flanger
Encara que sovint se'l confon amb el phaser, el flanger multiplica el so però no el sincronitza, amb la qual cosa és més aïna un delay continuu: alguns models populars són l'e-lady (Mooer), l'Electric Mistress (EHX), el Mod Core (Nux) i el Vortex (TC).

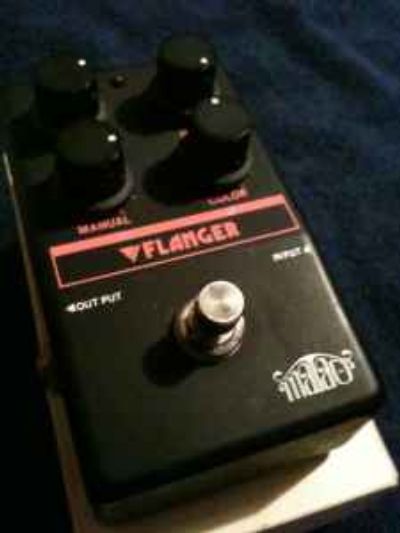
Matao Flanger
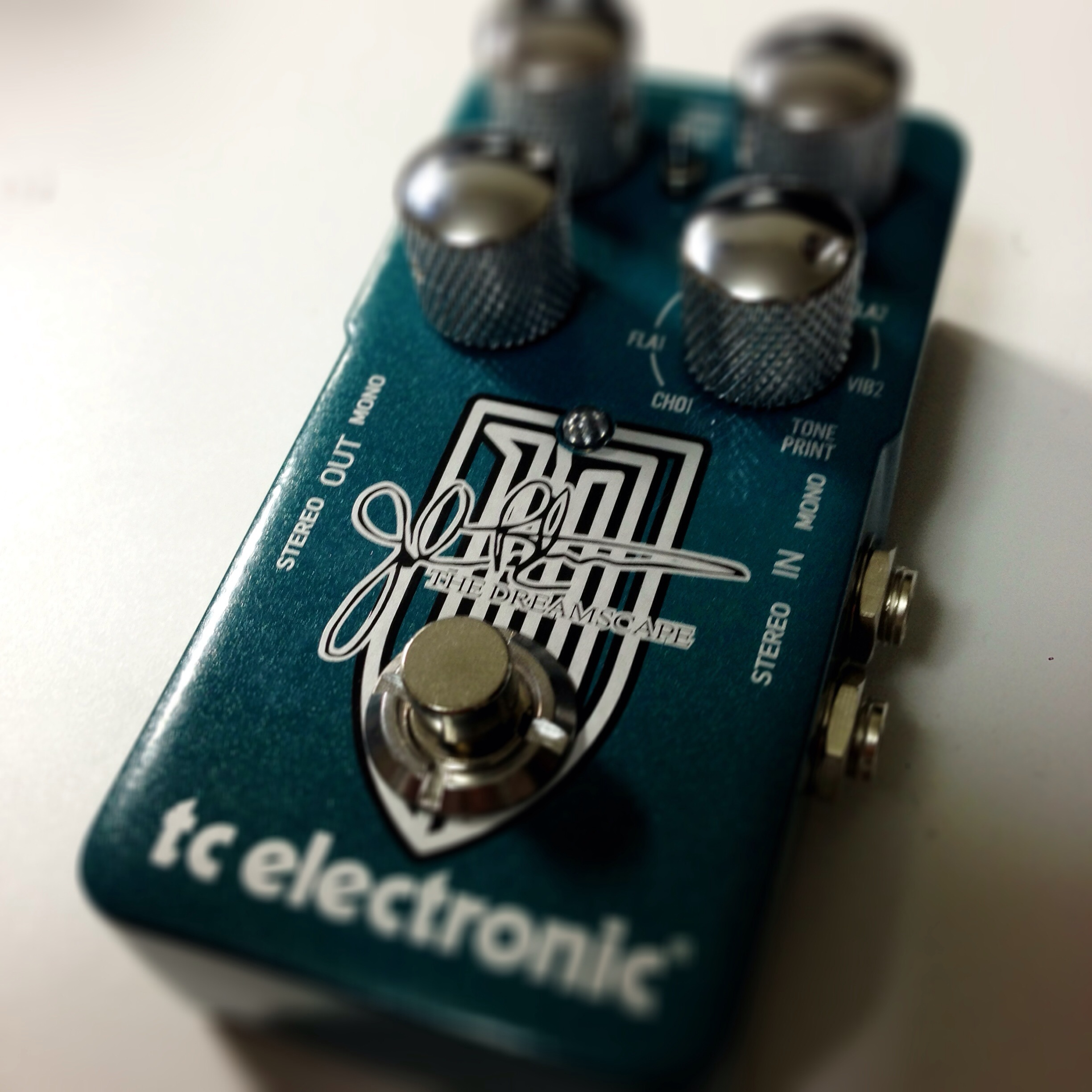
The Dreamscape
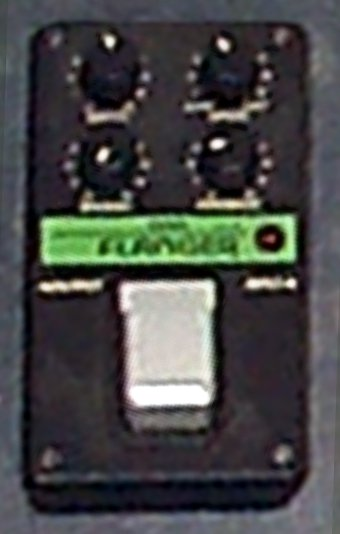
Yamaha FL-01

fuzz
La distorsió més comuna en la música rock des que sonà en Satisfaction, el fuzz fa que el so tendisca a picar i produïsca ones de so rectilínies, un efecte paregut al d'un sintetitzador i també present en els bitcrusher; com la seua circuiteria és prou senzilla, els pedals de fuzz se solen classificar segons si llurs transistors són de germani (més càlids, com l'Arbiter Fuzz Face de Hendrix) o de silici (més cridaners, com la sèrie Big Muff d'EHX).

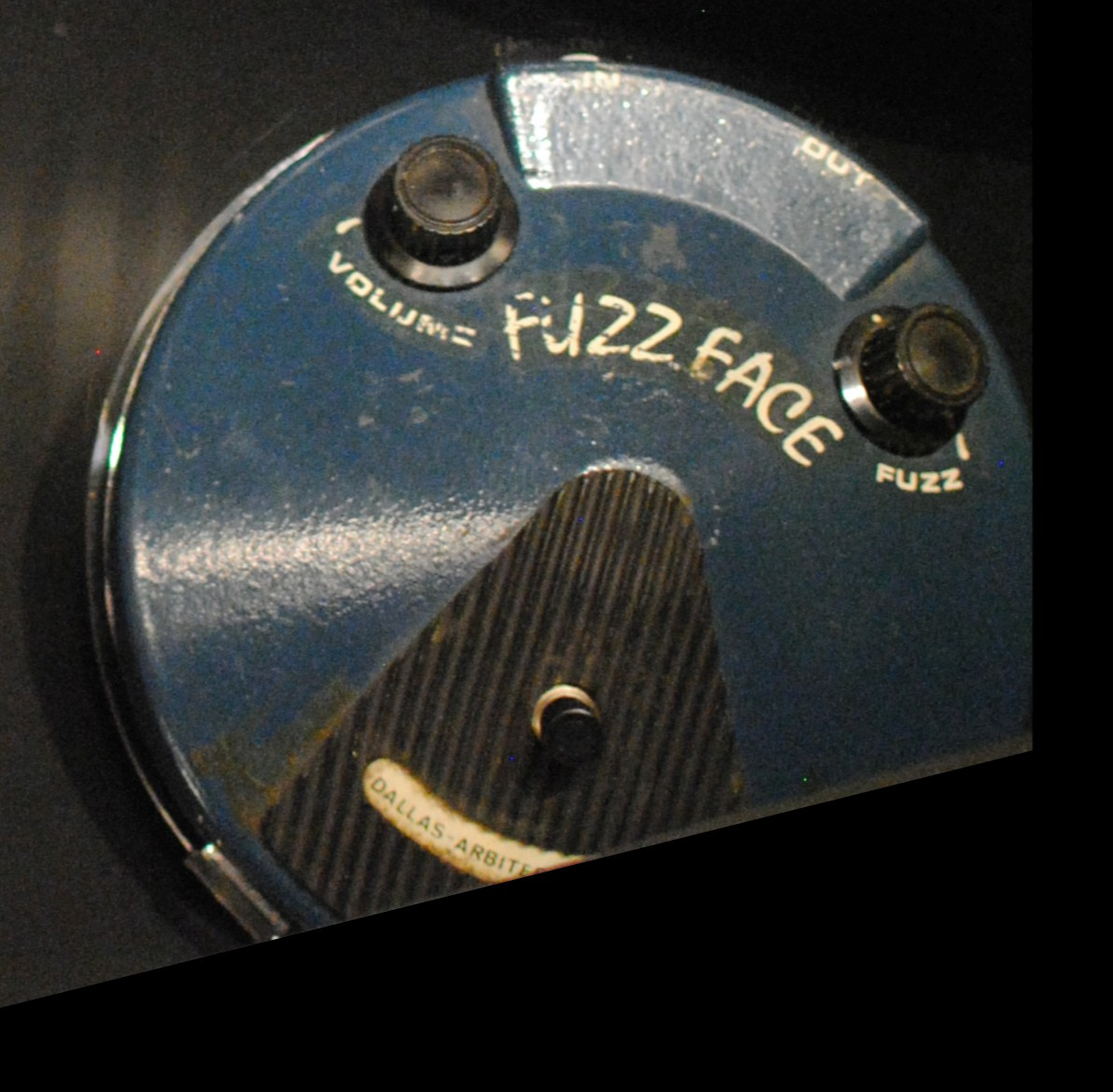
Arbiter Fuzz Face
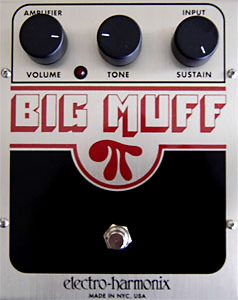
EHX Big Muff
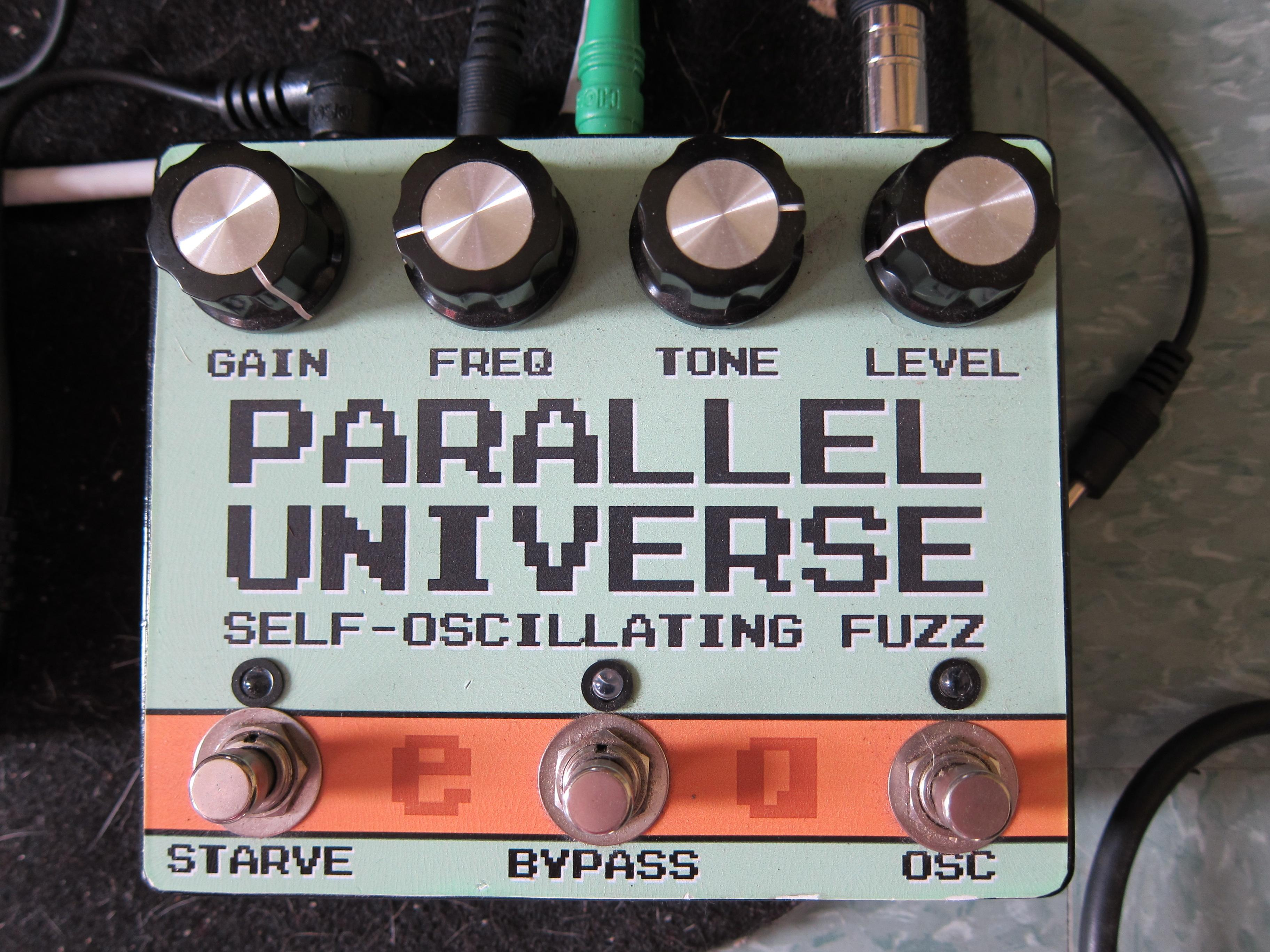
EO Parallel Universe
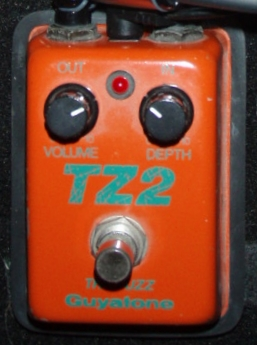
Guyatone TZ2
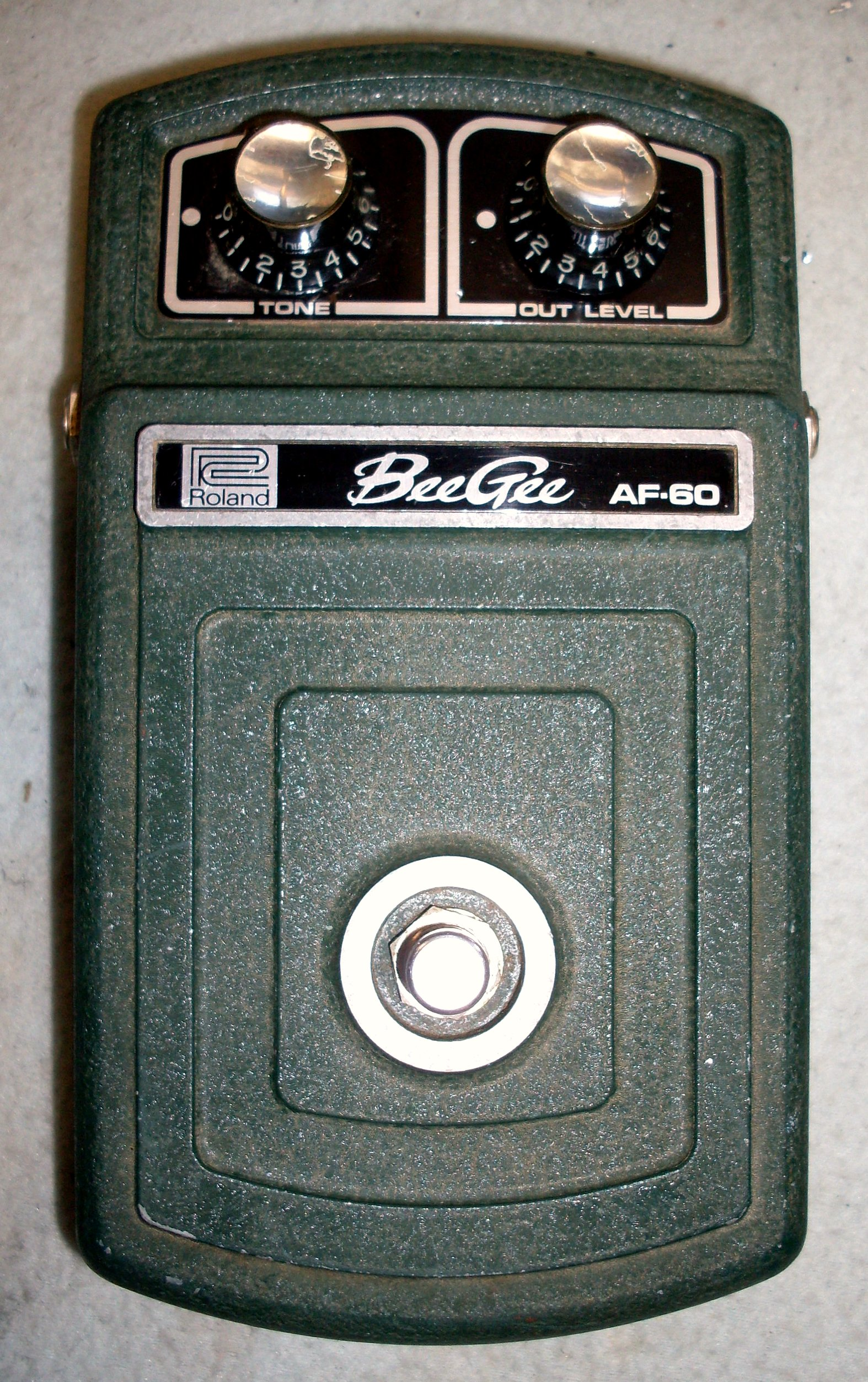
Roland Bee Gee
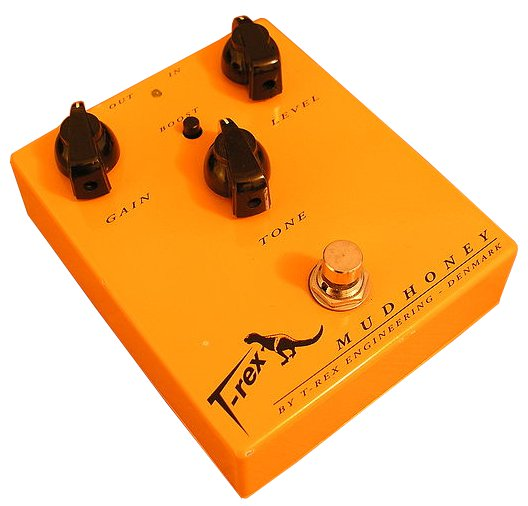
T-Rex Mudhoney

germanium
Els transistors de germani, presents en la Fuzz Face o el Maestro Fuzz-Tone, produïxen un so descrit com a suau i agradós a l'oïda: el germani té més capacitància, menys amplària de banda —per això no aplega a freqüencies agudes— i menys guany, a més d'una millor capacitància de Miller entre els connectors i els transistors, que arredonix un so d'estil vintage popular entre els guitarristes; encara que el silici substituí el germani en la fabricació de transistors per les seues millors qualitats generals, el fet que siga un metaloïde més rar contribuîx a regular la demanda de pedals selectes, que sovint exhibixen l'etiqueta de Germanium.

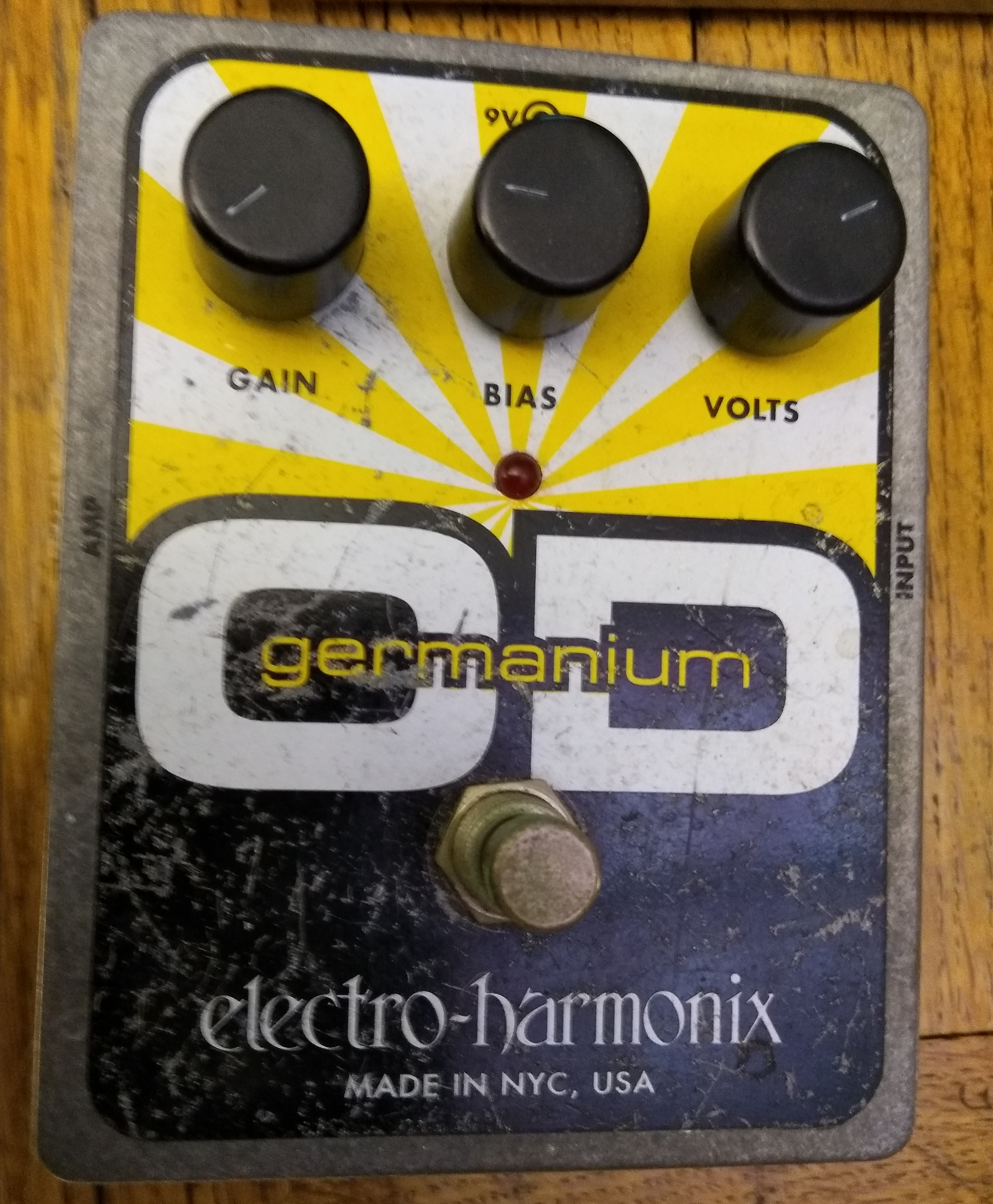
EHX Germanium OD

harmonitzador
Els dispositius harmonitzadors, etiquetats com a harmonist o pitch-shifter (canviador del to), dupliquen la senyal original, la qual pot ser transportada a intervals d'un semitò a dos octaves, amb la possibilitat de combinar les dos senyals (l'original i la transportada) per a afegir harmonies al so o modificar l'afinació: alguns pedals són el Boss Harmonist PS-6, l'Harmonic Square de Donner, l'EHX Pitch Fork, l'Harmony de Hotone o el Quintessence de TC.
looper
Estos pedals, que poden ser simples (EHX 360, Nux Loop Core, TC Ditto), dobles (BOSS RC-30, EHX 720, Vox VLL1), quàdruples (Digitech JamMan Stereo Looper) o fins i tot òctuples (Boss RC-300), reproduïxen la capacitat de gravació i reproducció per pistes del magnetòfon per a enregistrar un fraseig instrumental —o vocal— i reproduir-lo en bucle (loop) per a usar-lo d'acompanyament o afegir-li més bucles; entre les variants de loopers n'hi han mono, estéreo, amb efectes (reproducció inversa, reverberació, so de cinta) o altres opcions com la inclusió de caixa de ritmes o acompanyament de baix.

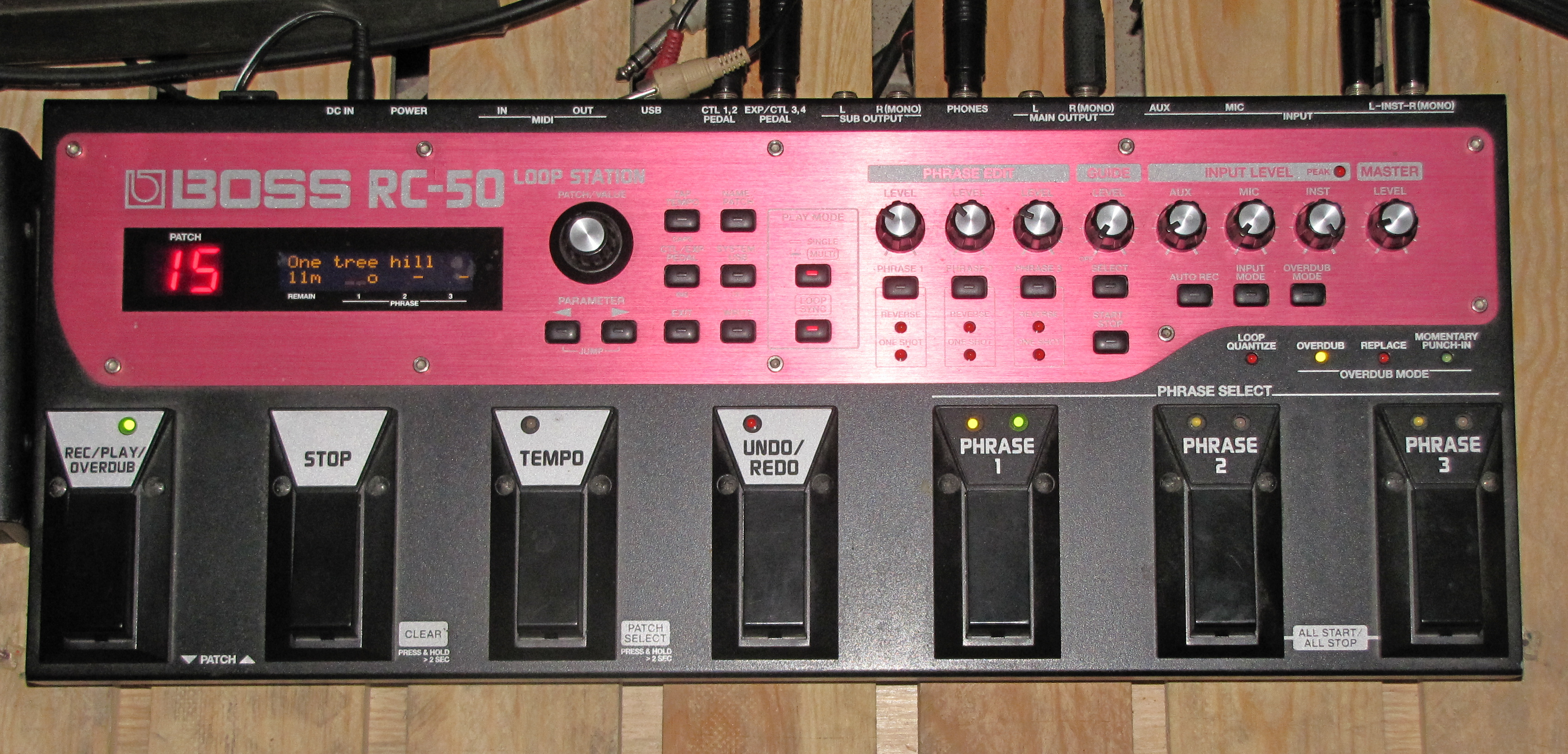
Boss RC-50
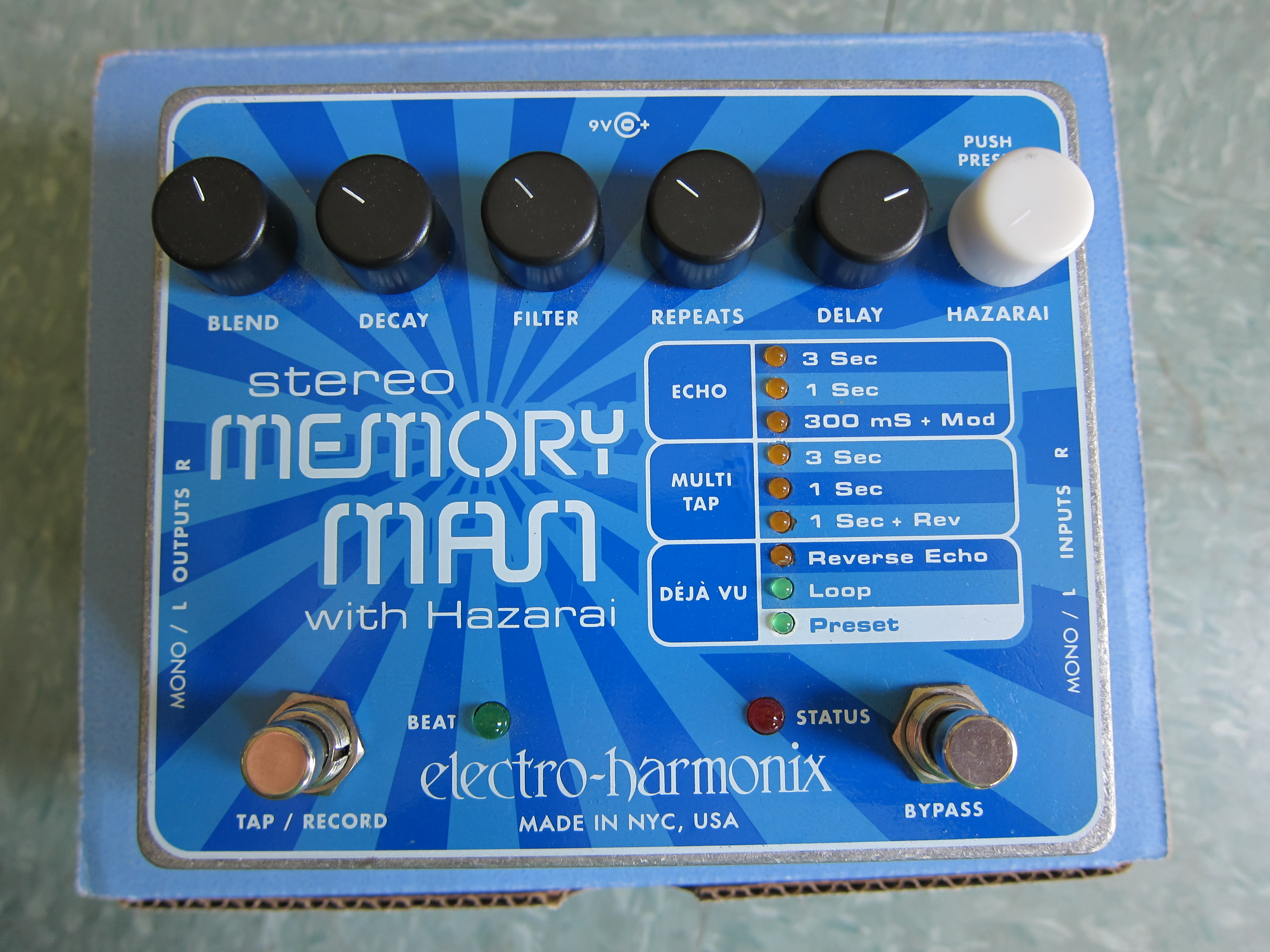
EHX MM w/Hazarai
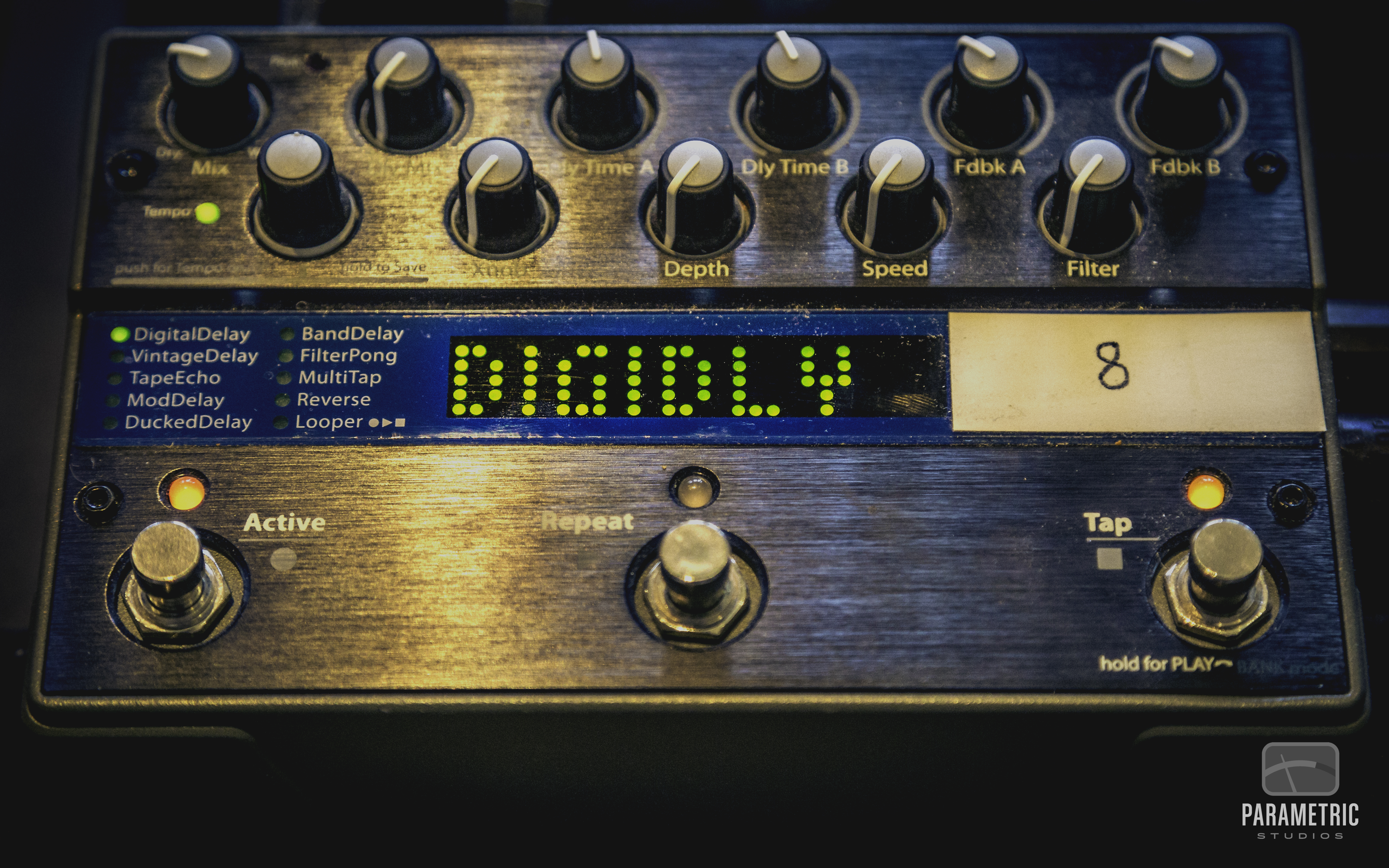
Eventide TimeFactor
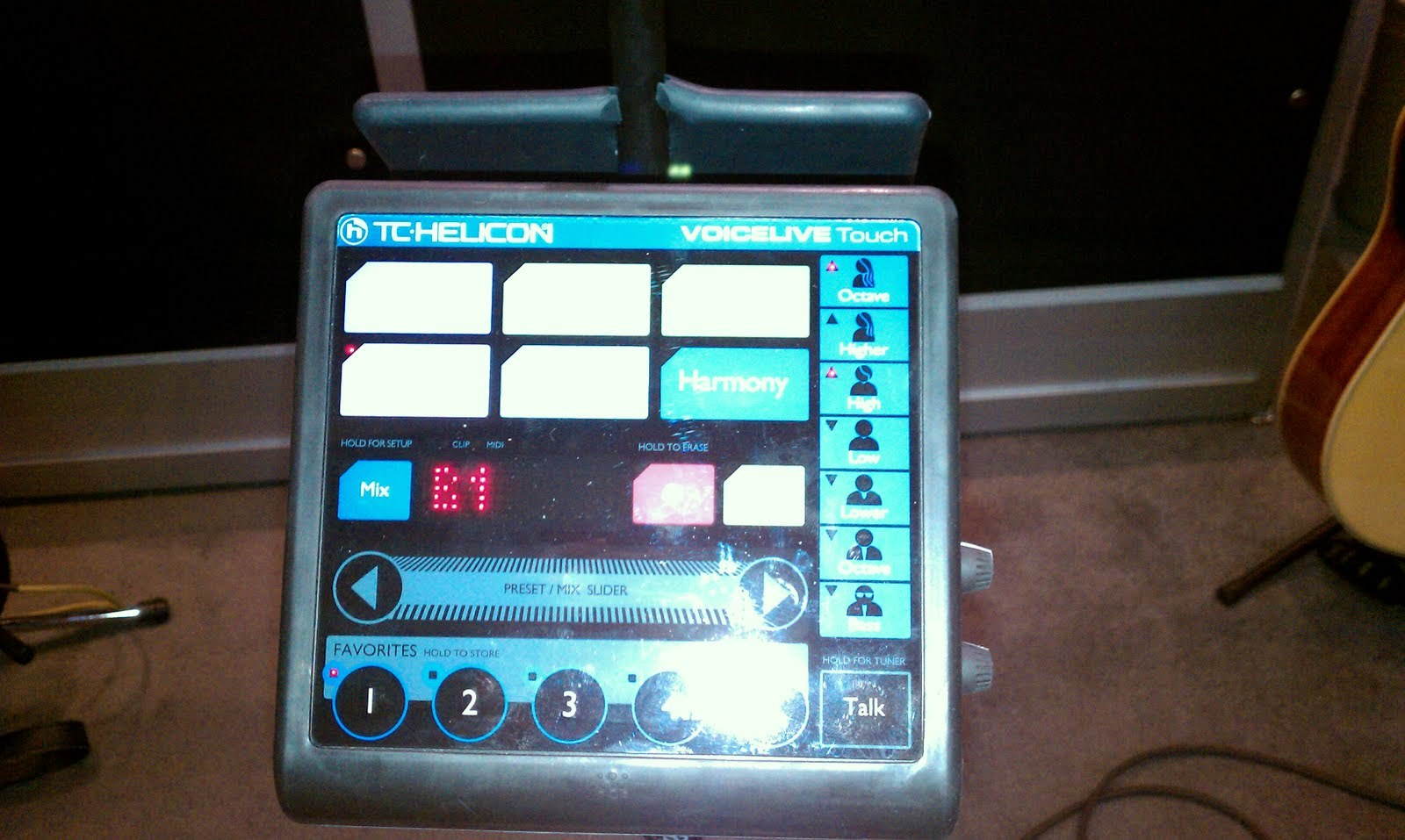
TC VoiceLive

multiefectes
Esta classe de pedals oferixen més de dos efectes diferents, per la qual cosa solen anomenar-se "pedaleres" si tenen més de dos polsadors o pedals d'expressió i volum, amb la capacitat d'assignar cada efecte a un activador; també n'hi ha unitats com l'Xtomp d'Hotone que poden emular diferents efectes digitals descarregables del núvol.
octavador
Com el seu nom indica, afig una octava alta, baixa o ambdós a la tonalitat original, la qual cosa permet destacar un solo o imitar una guitarra o un baix elèctric, bé en conjunció amb el senyal original o en combinació, amb la possibilitat de triplicar el nombre de veus:
a banda de l'Octavia original, altres models són l'Octavio d'MXR, l'Univox Super-Fuzz, l'Ampeg Scrambler, el Fender Blender, el Foxx Tone Machine, el JHS Supreme, el Pearl Octaver, el Beetronics OctaHive o el Caroline Shigeharu

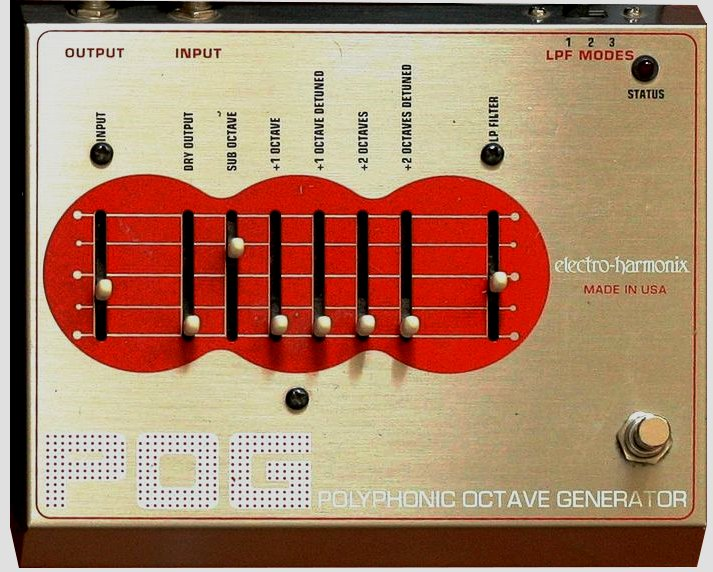
EHX P.O.G.
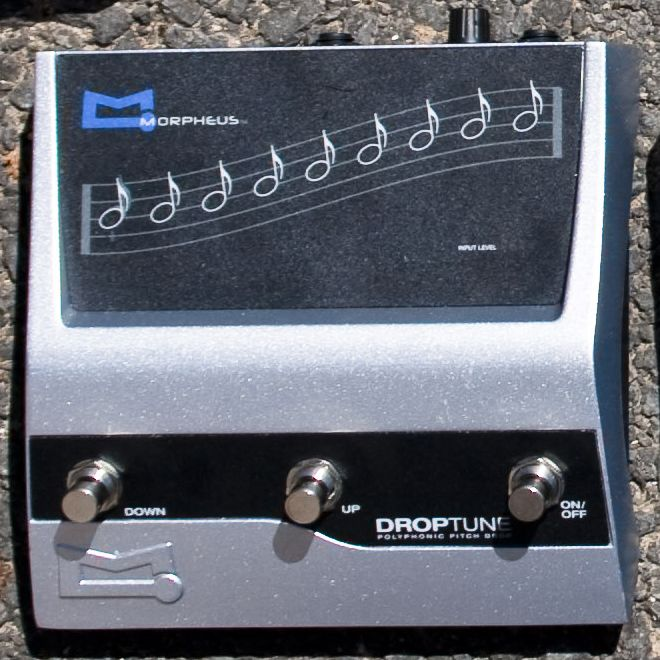
Morpheus DropTune DT1

overdrive
Si bé l'efecte overdrive —sovint abreujat drive— vol imitar la distorsió produïda per la sobrecàrrega de les vàlvules d'un ampificador, l'overdrive de pedal també se sol usar en conjunció amb la distorsió produïda per l'amplificador, en un procés anomenat stacking (apilament); guitarristes com Stevie Ray Vaughan l'usaven per a guanyar en freqüències mitges per a destacar per damunt del so del conjunt: és el cas del ja anomenat Tube Screamer o d'altres com el Boss BD-2 Blues Driver, Chase Bliss Audio Brothers, EarthQuaker Devices Palisades, Electro-Harmonix Soul Food, Fulltone OCD V2, Keeley D&M Drive, l'Origin Effects RevivalDrive, Paul Cochrane Timmy o Strymon Sunset.

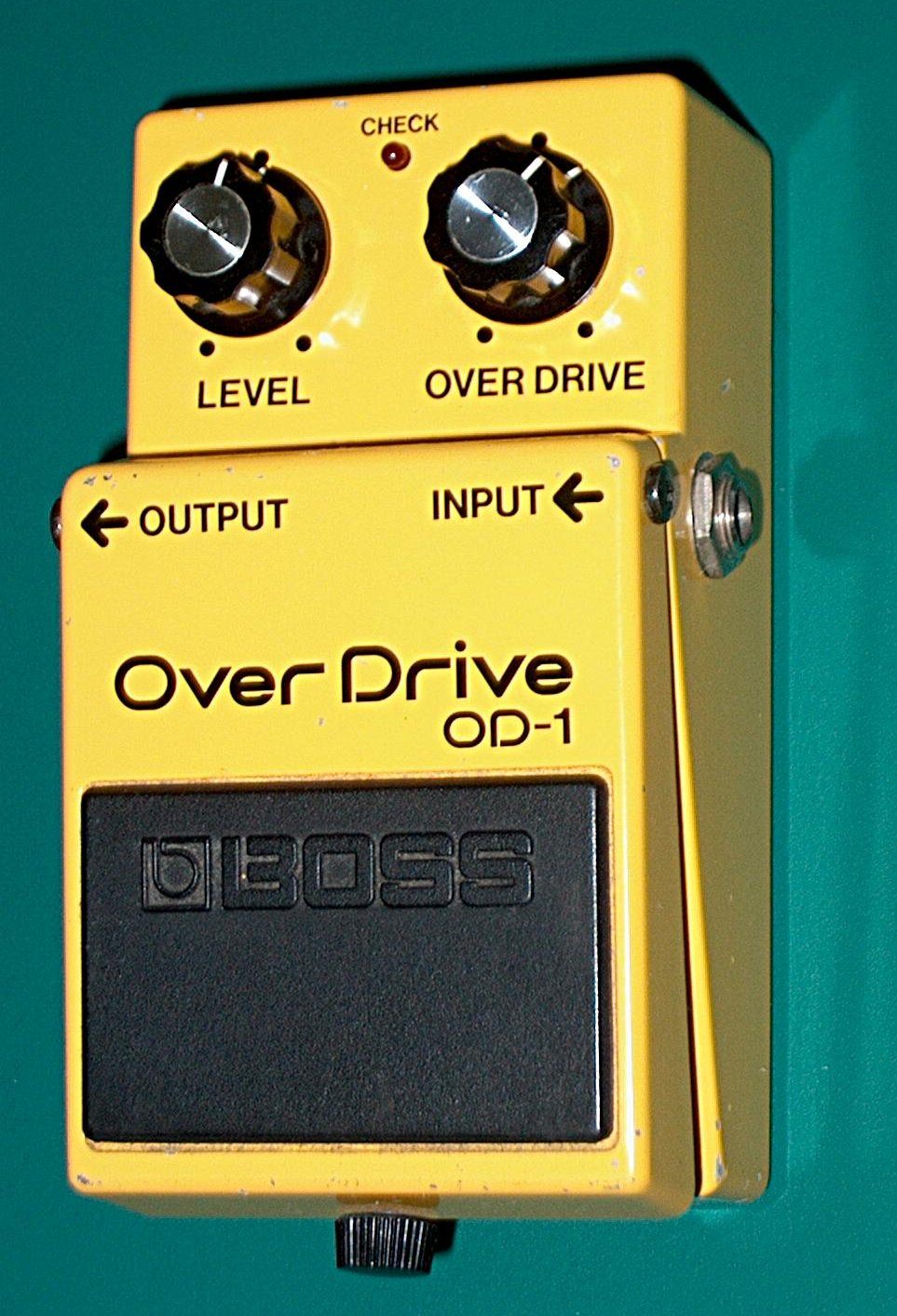
Boss Over Drive
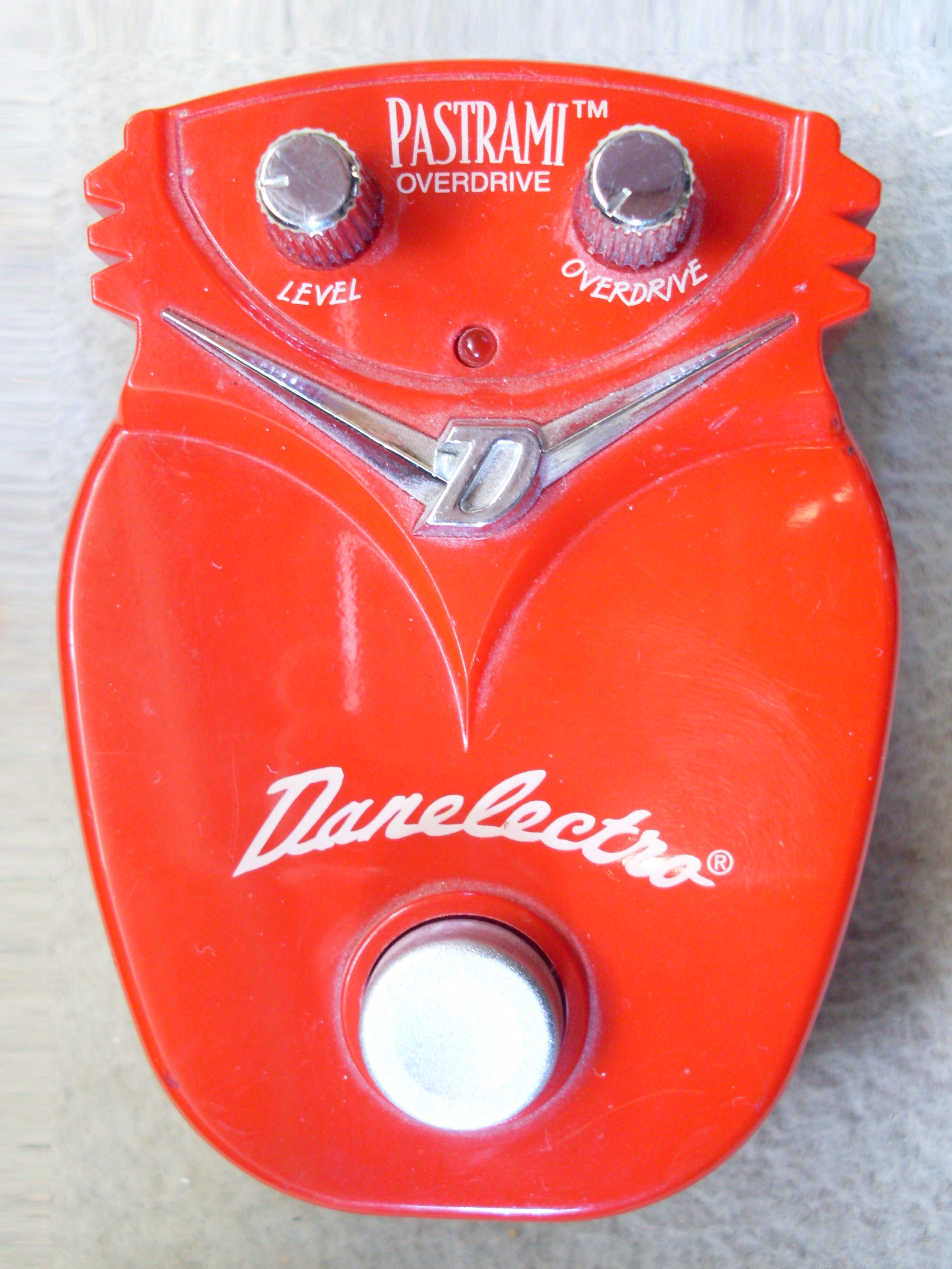
Danelectro Pastrami
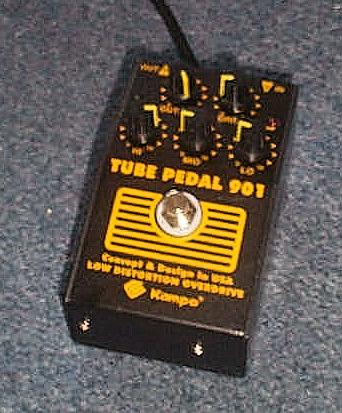
Kampo Tube Pedal 901
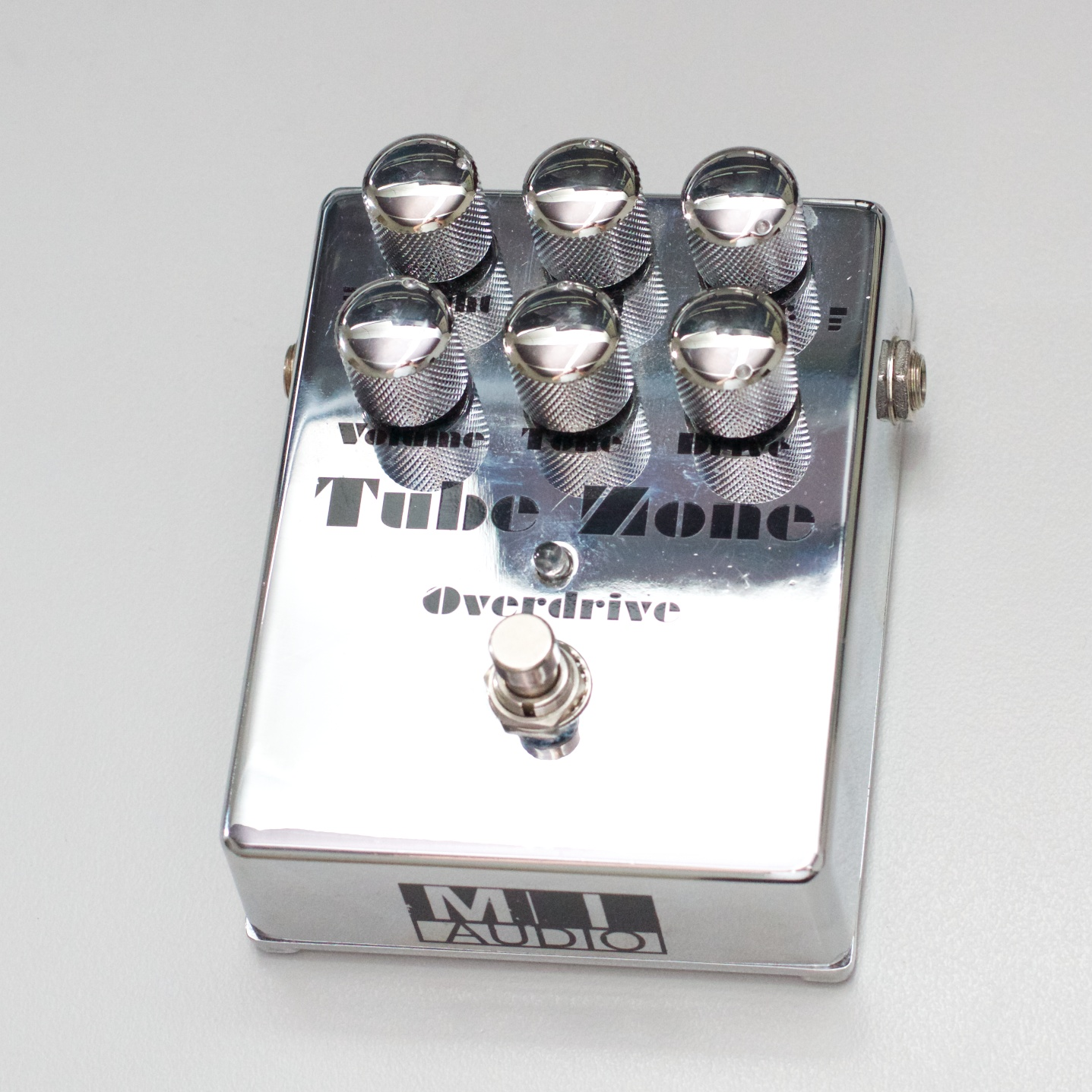
MI Audio Tube Zone

phaser
Des que Van Halen popularitzà el seu ús, els «fasejadors» esdevingueren una ferramenta indispensable per a engrandir el so de la guitarra: en són exemples els Phase 90 i Phase 95 de MXR, el Vintage Phaser de Behringer, el Helix de TC Electronic o el Vanguard de Walrus Audio.

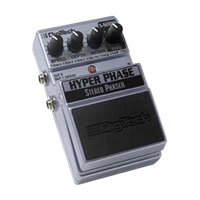
Digitech Hyper Phase
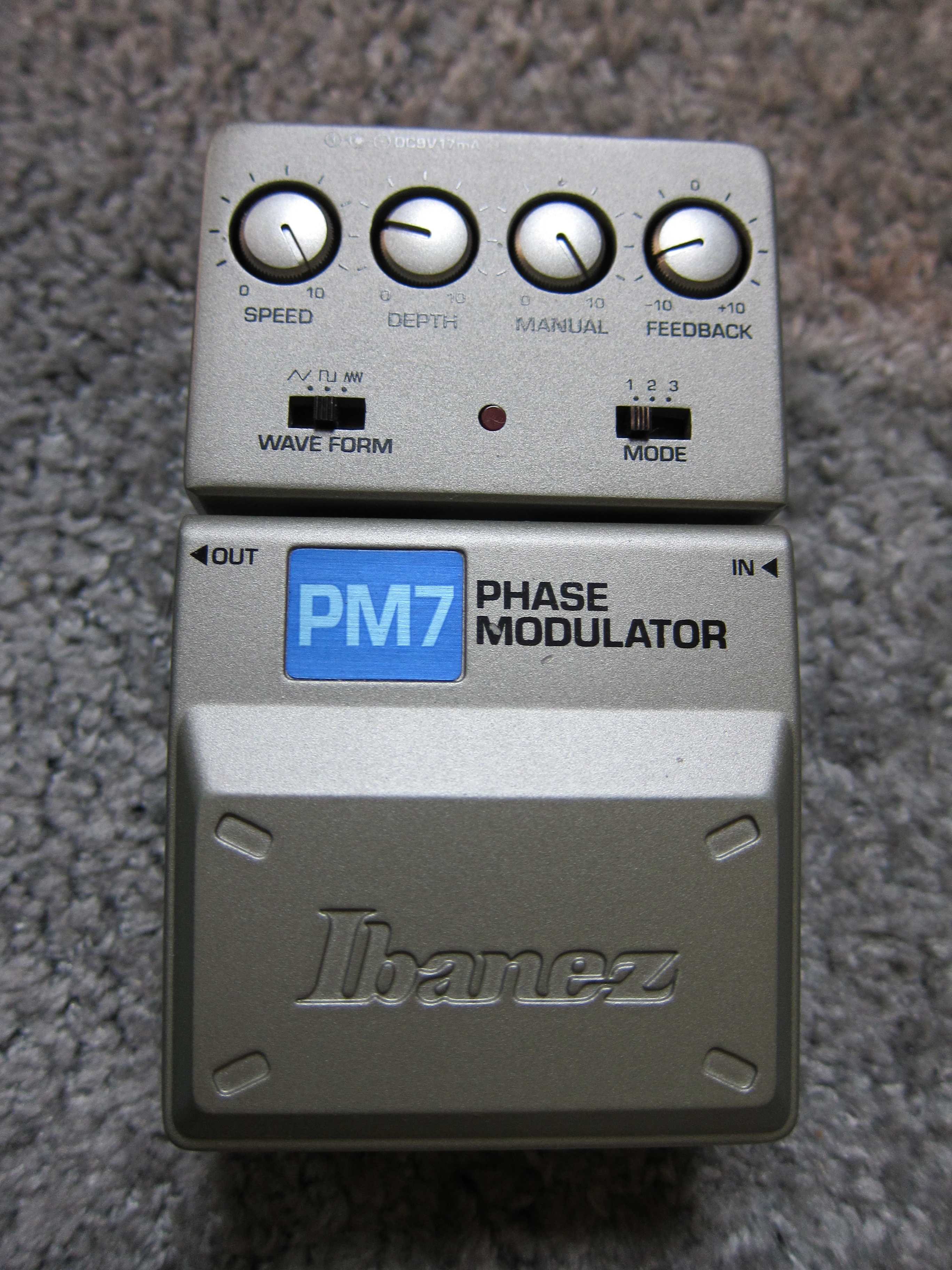
Ibanez PM7
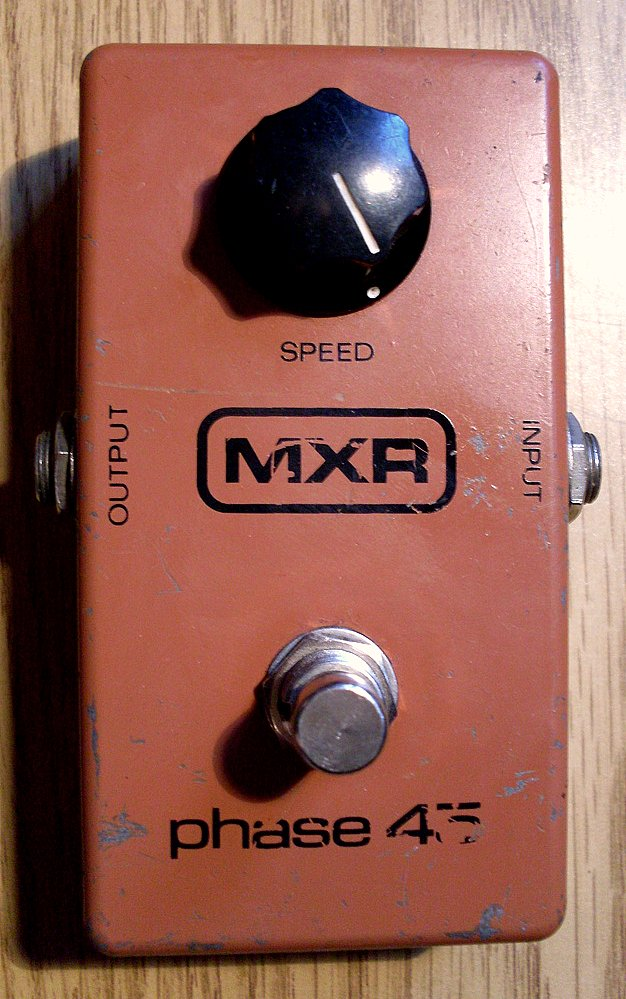
MXR Phase 45
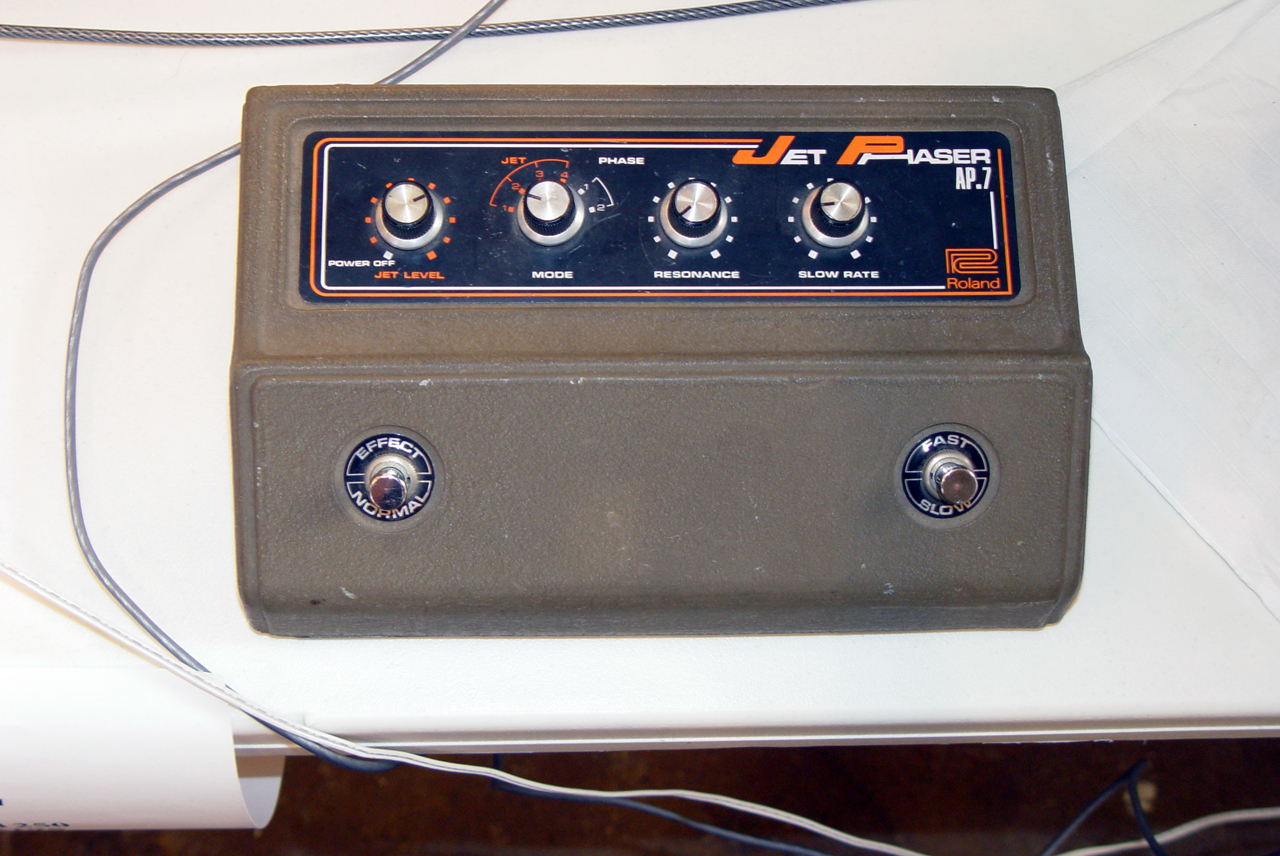
Roland AP-7

reverb
L'efecte reverb imita la reverberació del so en les superfícies, com ho faria per exemple dins d'un auditori: com els delay, les reverb solen situar-se al final de la cadena d'efectes per a imitar la profunditat del so. Els primers efectes de reverberació s'aconseguien amb l'ús de molls, com el sistema inclòs en els amplificadors Fender Twin Reverb, molt usats pels guitarristes de música surf per al seu so «humit»; la reverb sol anar acompanyada en la descripció de paraules com room (habitació), hall (auditori) o cathedral (catedral): alguns pedals notables són The Atmosphere de Dr. Scientist, Ventris Dual Reverb (Source Audio), l'Element d'Anasound o Space d'Eventide.

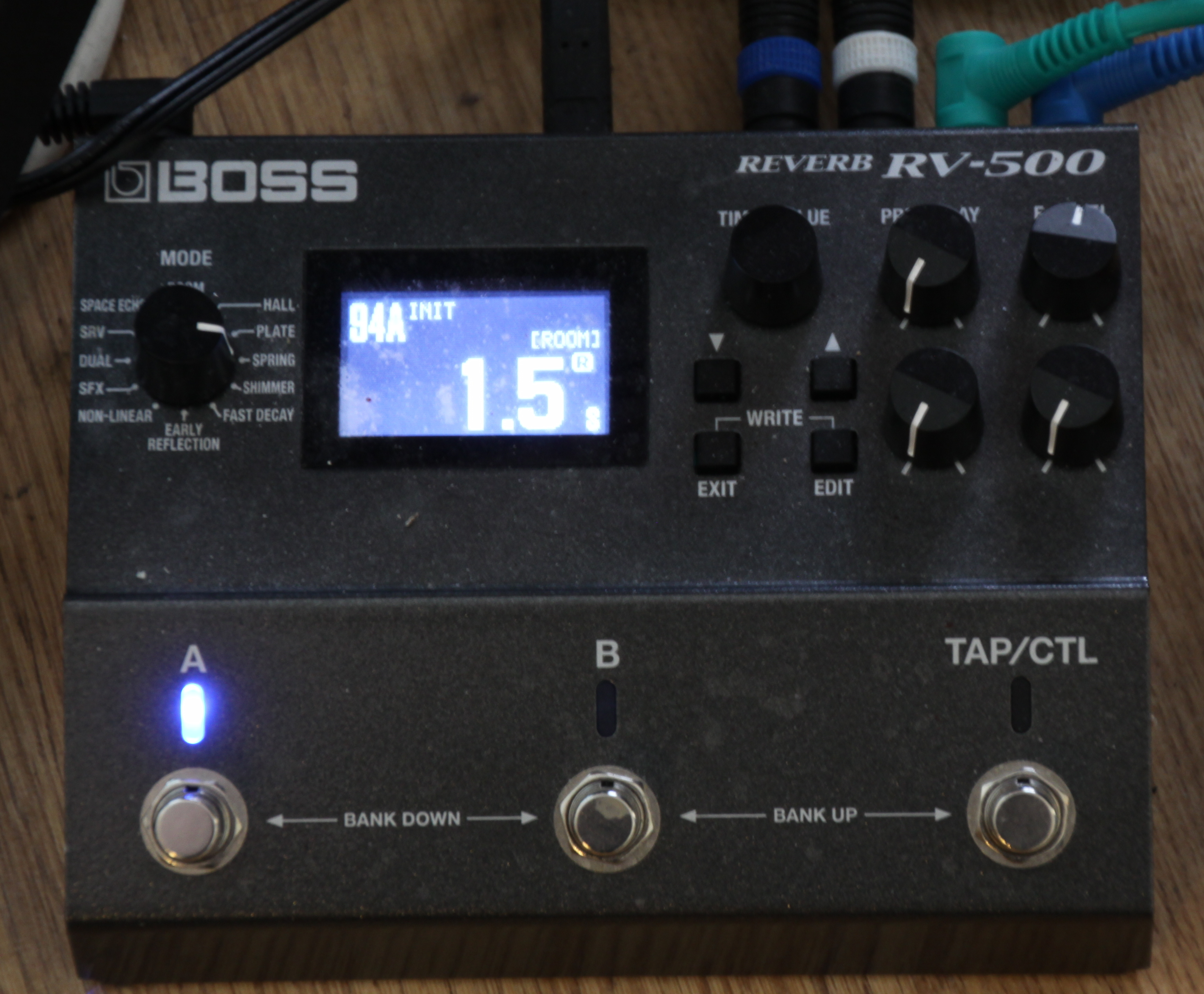
Boss RV-500
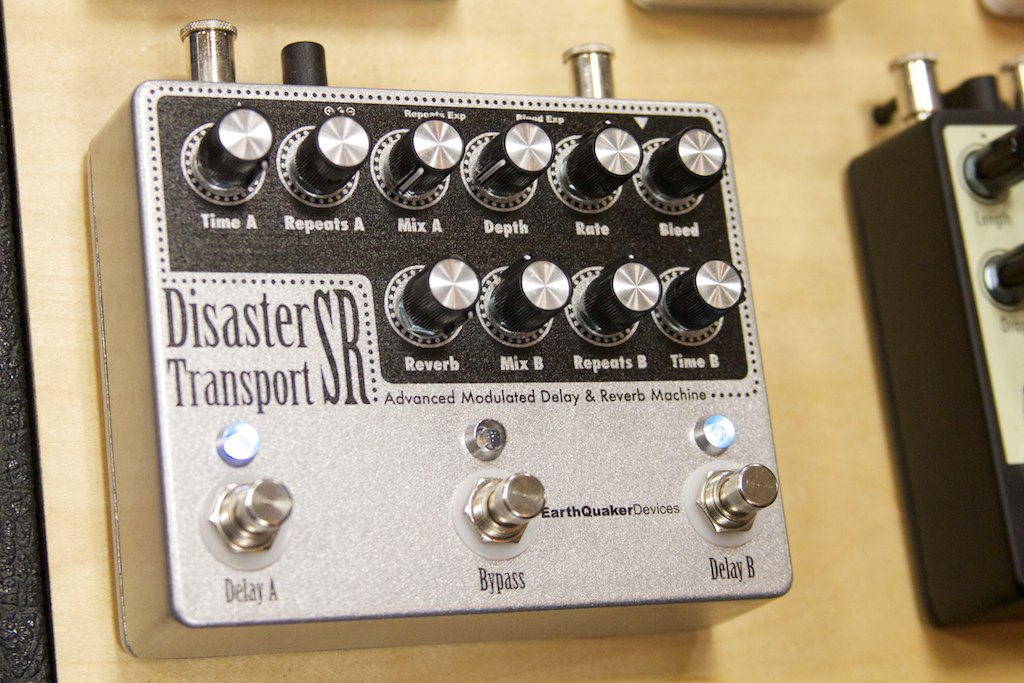
EarthQuaker Disaster Transport SR
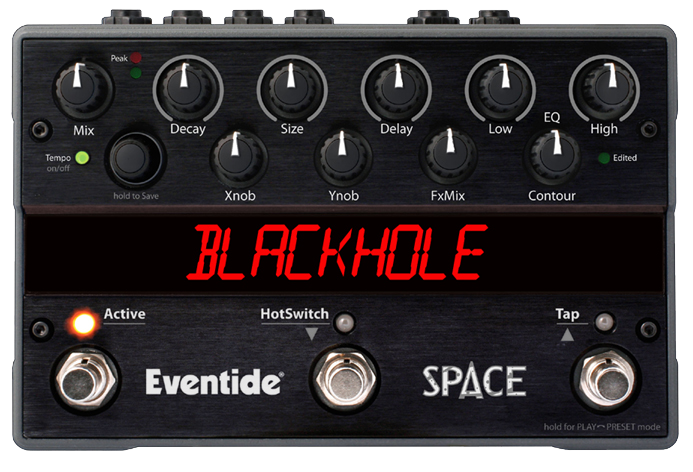
Eventide Space
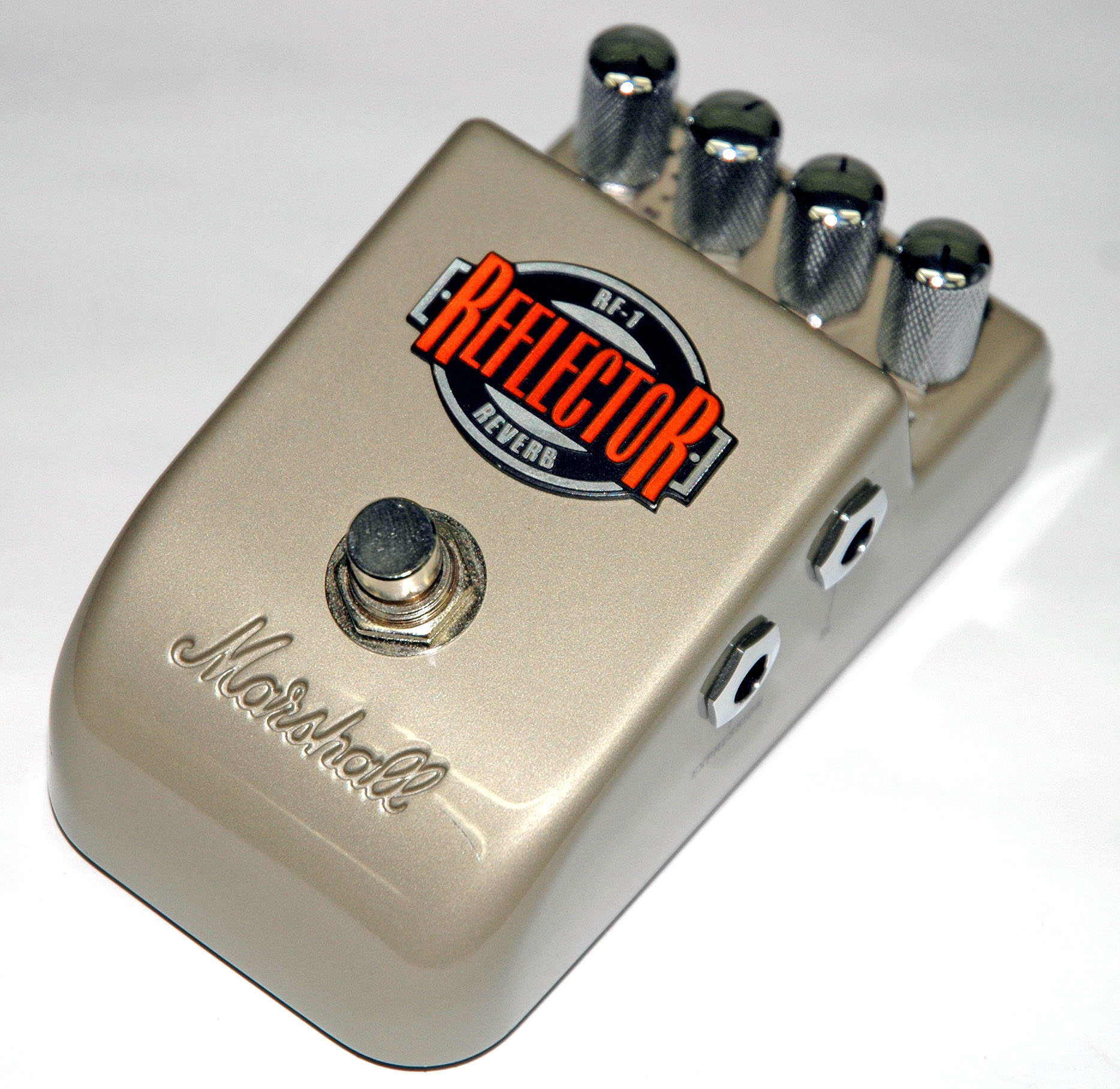
Marshall Reflector
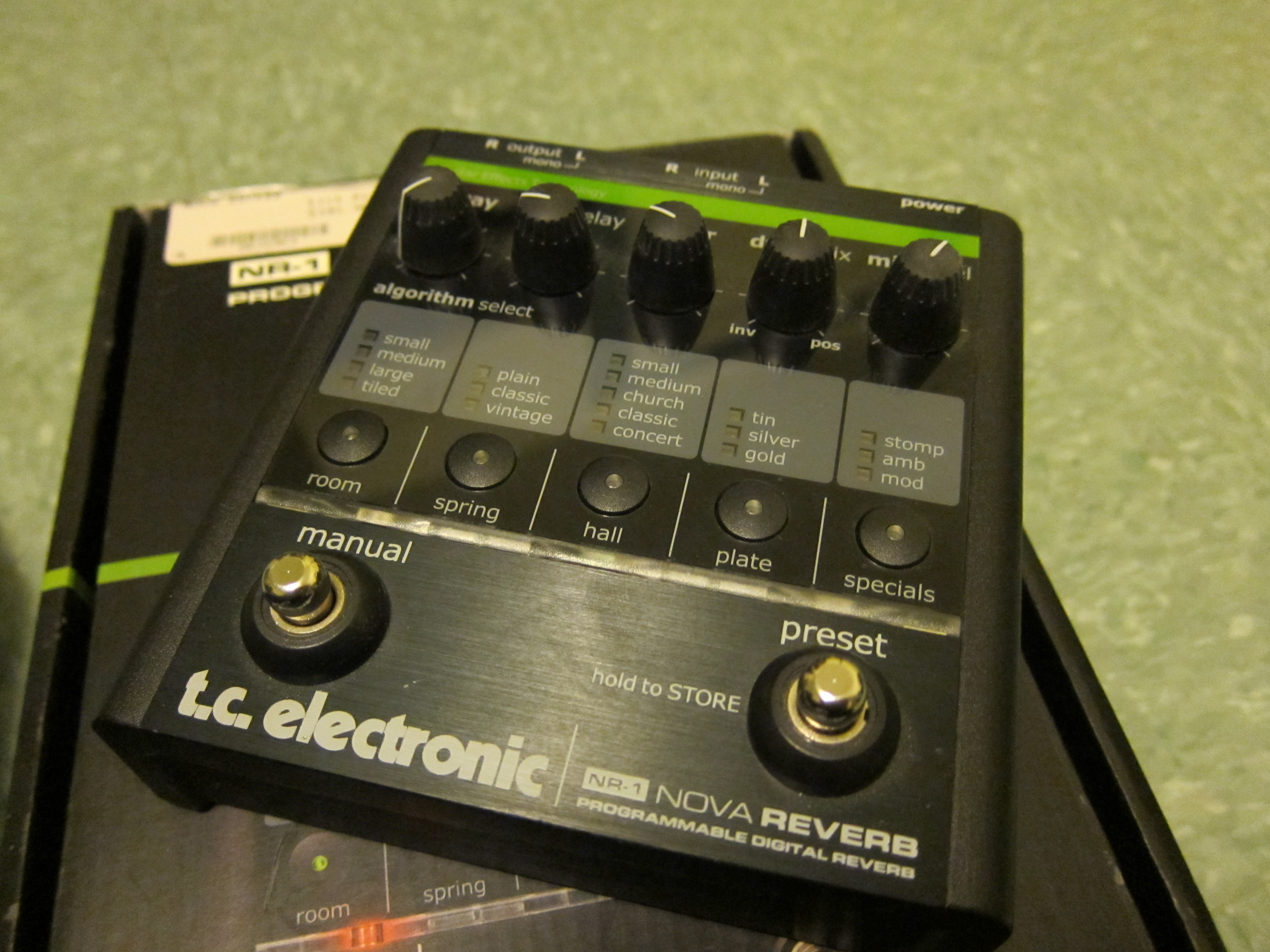
TC Nova Reverb

simulator
A banda dels que simulen el so d'un amplificador, també hi han pedals específics per a reproduir el so d'altres instruments, com la guitarra acústica —normal, jumbo o piezoelèctrica—,
la guitarra de dotze cordes, òrguens (EHX B9 i C9), mellotron (EHX Mel 9), sitar (EHX Ravish Sitar i Danelectro Sitar Swami) o sintetizadors.

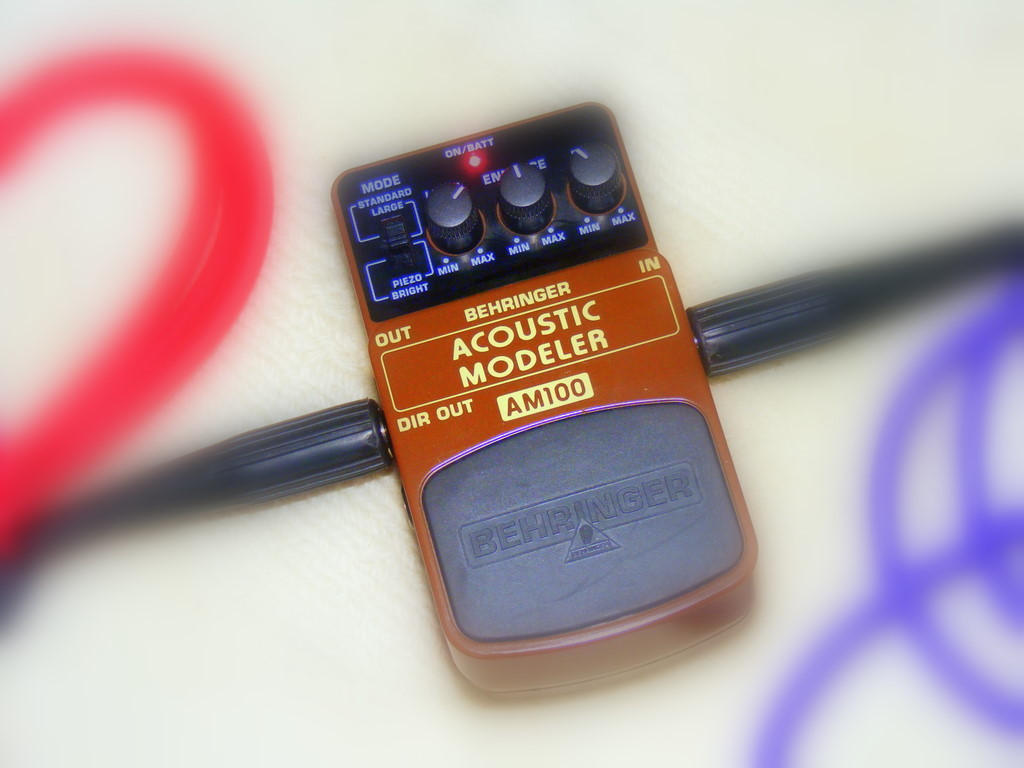
Behringer AM100
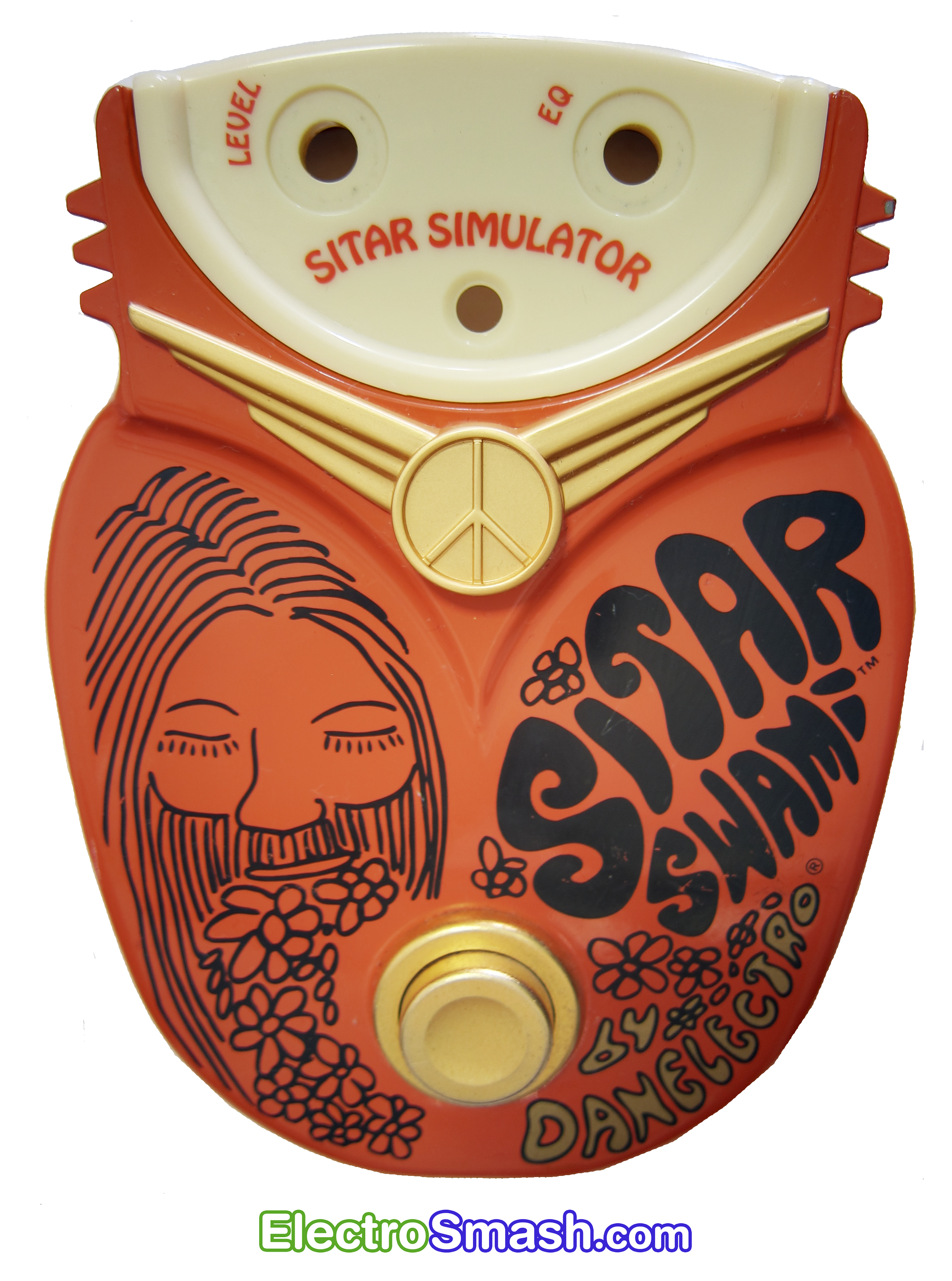
Danelectro Sitar Swami

synth
Entre els simuladors, els més comuns són els que possibiliten imitar els so d'un instrument sintetitzador, ja que el seu so és en origen una interpretació digital d'un instrument acústic: el rang de pedals disponibles varia segons el nombre d'opcions, de la senzillesa i portabilitat del Mooer E7 o els Electro Harmonix Synth9 i Super Ego, al Boss SY-1, el Keeley Synth-1, el Mothership 2 de Pigtronix.